# 美國駐外機構列表

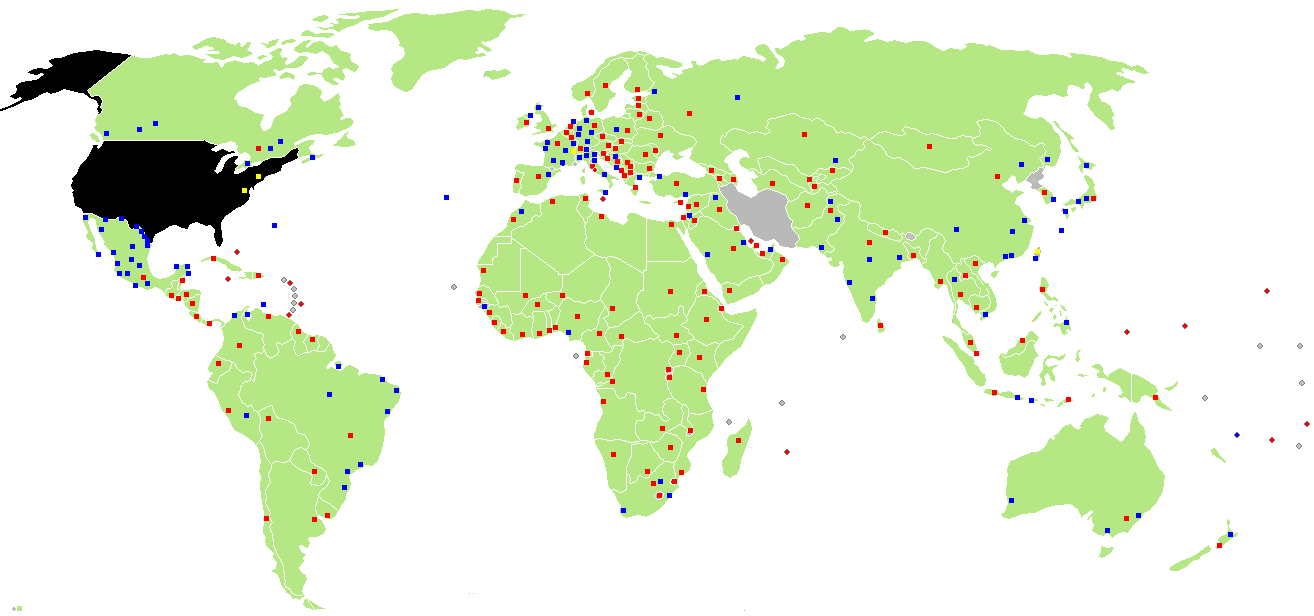
美国驻外机构示意图：大使馆（红色）；领事馆、大使館分館（蓝色）；其他外交代表机构（黄色）

美國大使館標誌

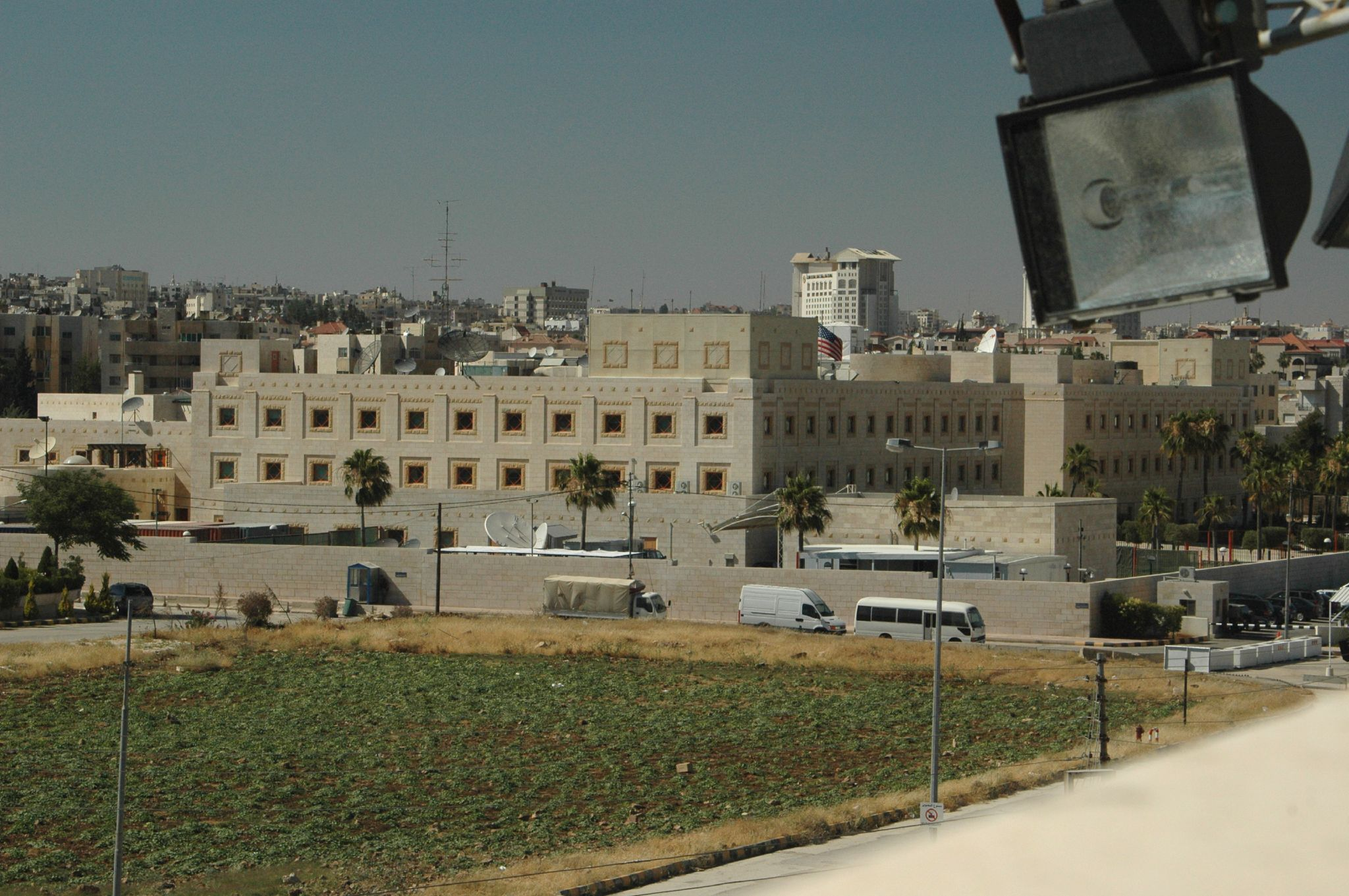
美国驻约旦大使馆

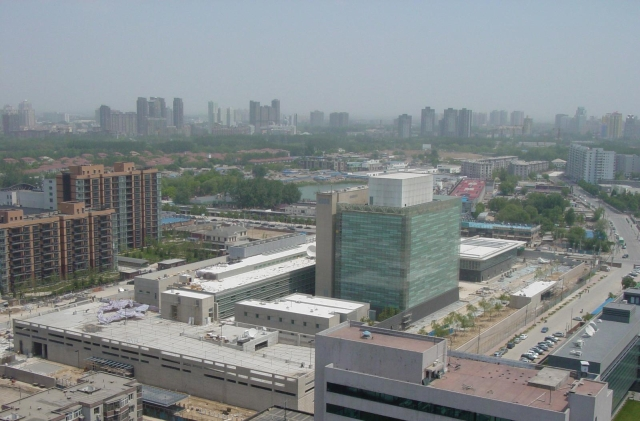
美国驻华大使馆

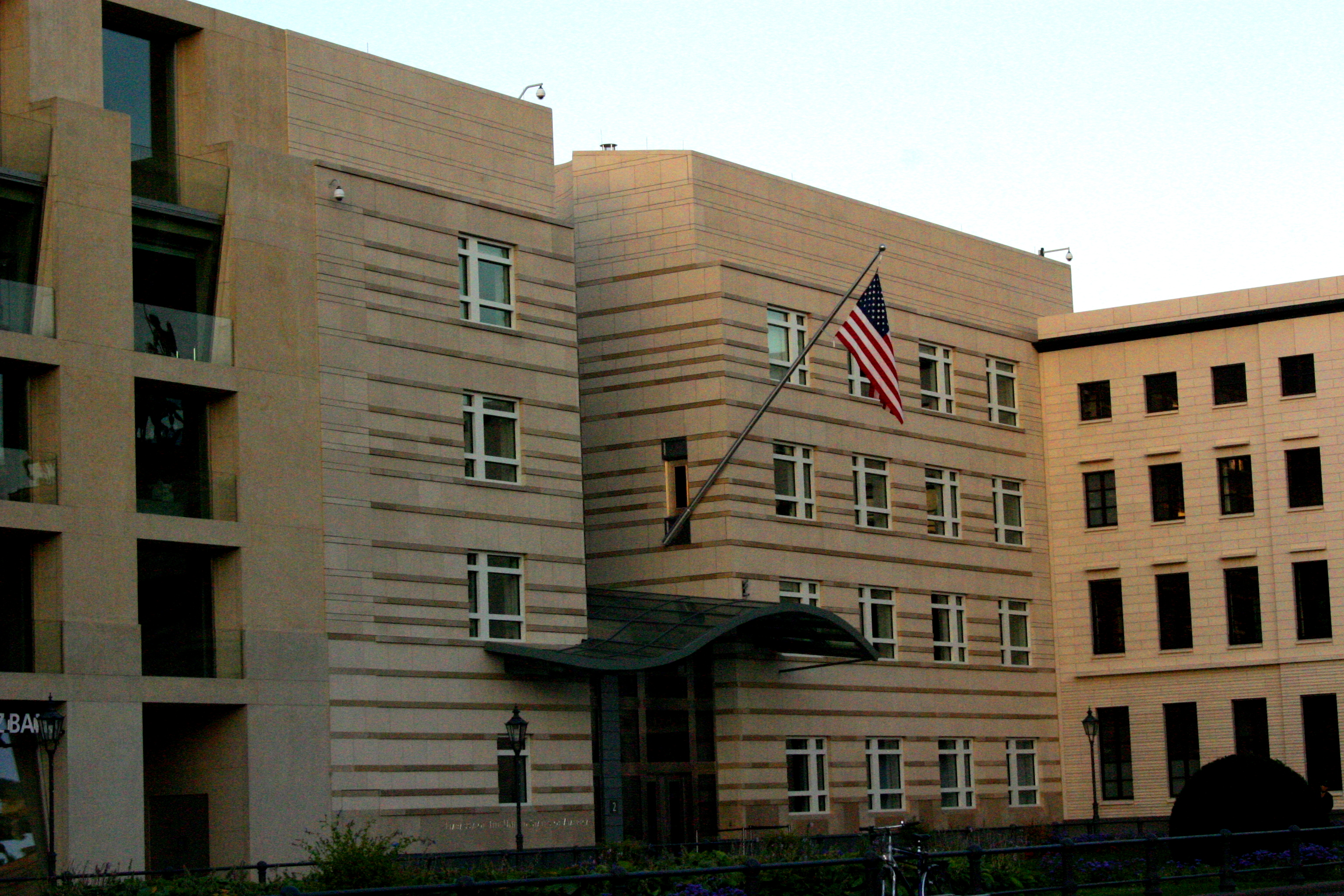
美国驻德国大使馆

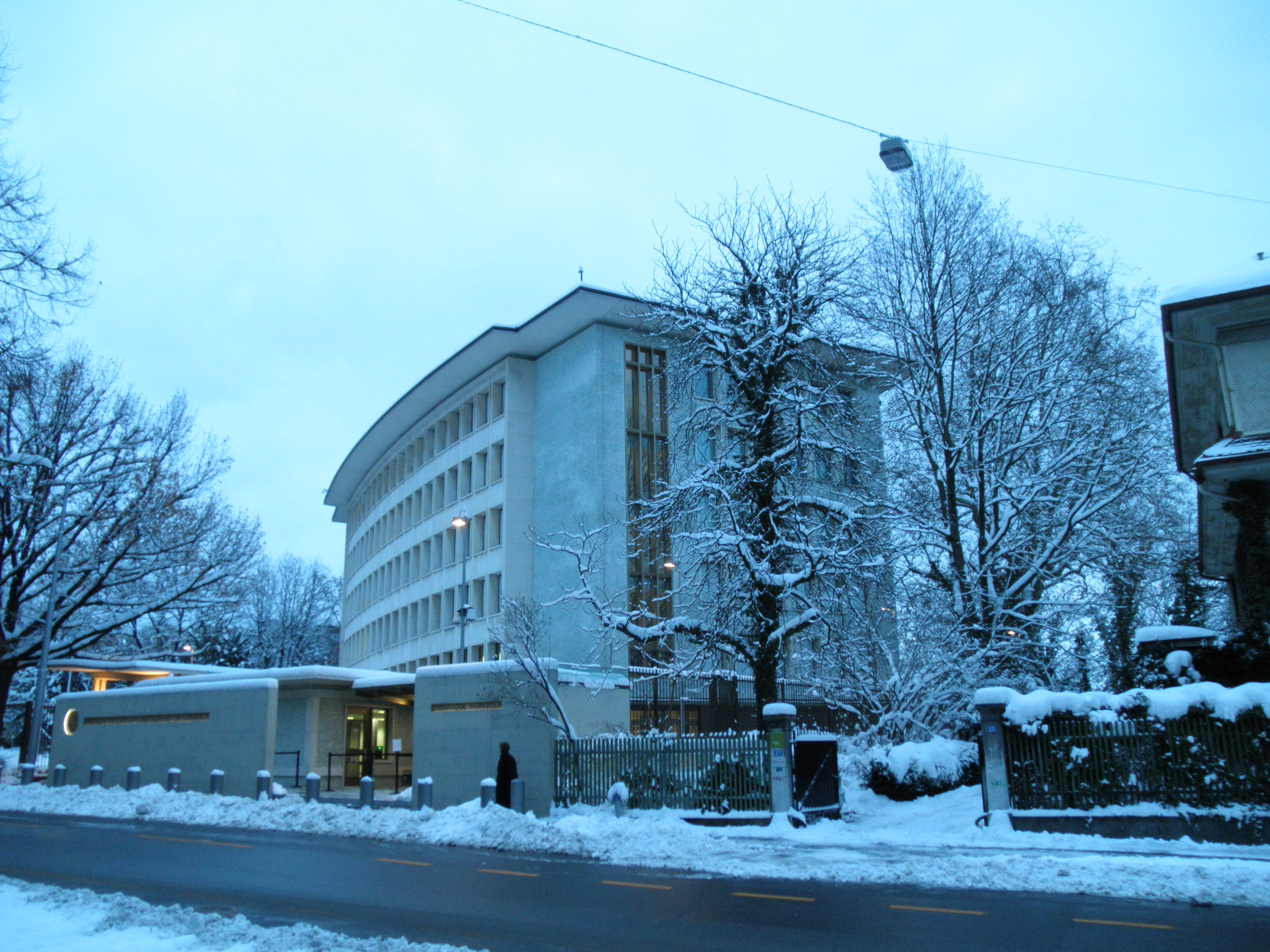
美国驻瑞士大使馆

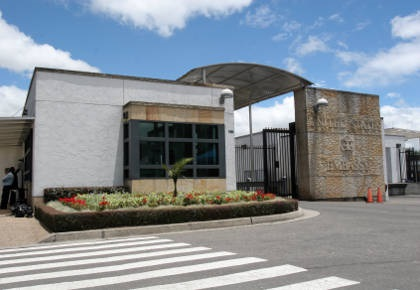
美国驻哥伦比亚大使馆

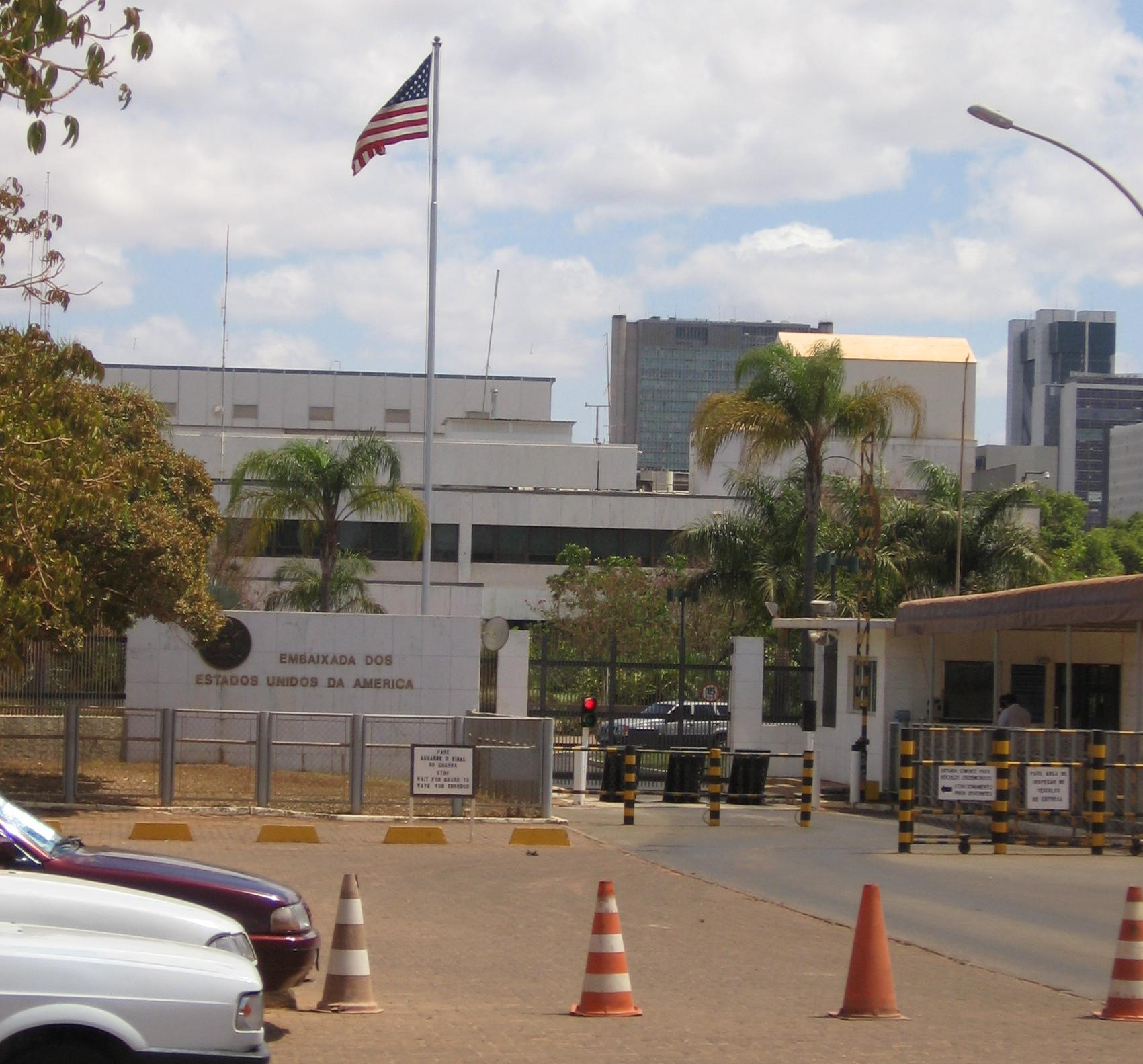
美国驻巴西大使馆

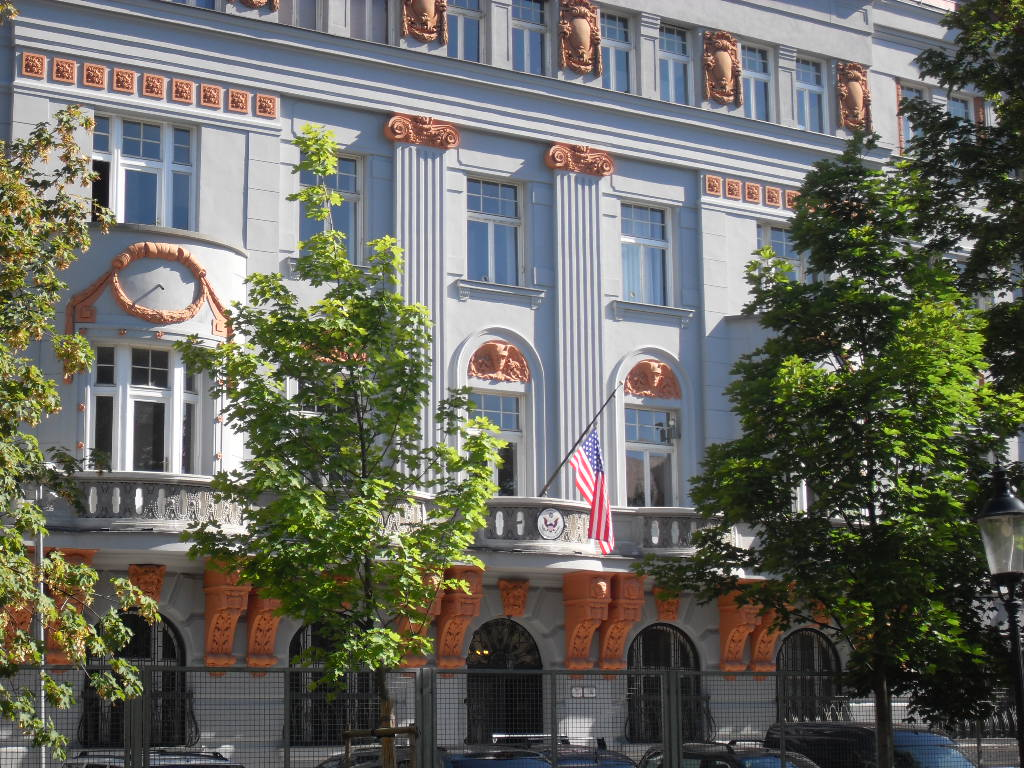
美國駐斯洛伐克大使館

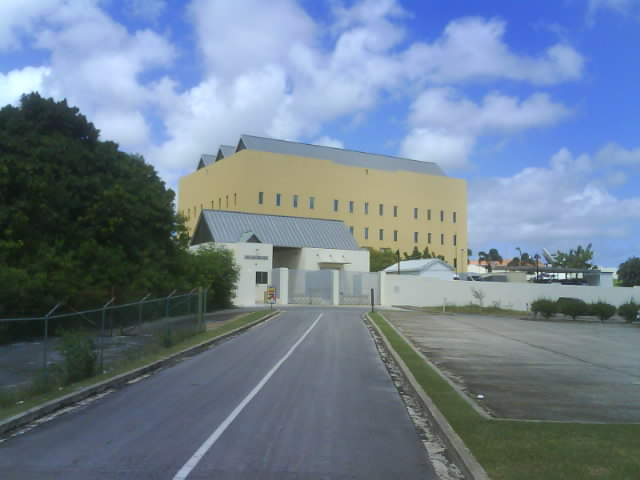
美国驻巴巴多斯大使馆

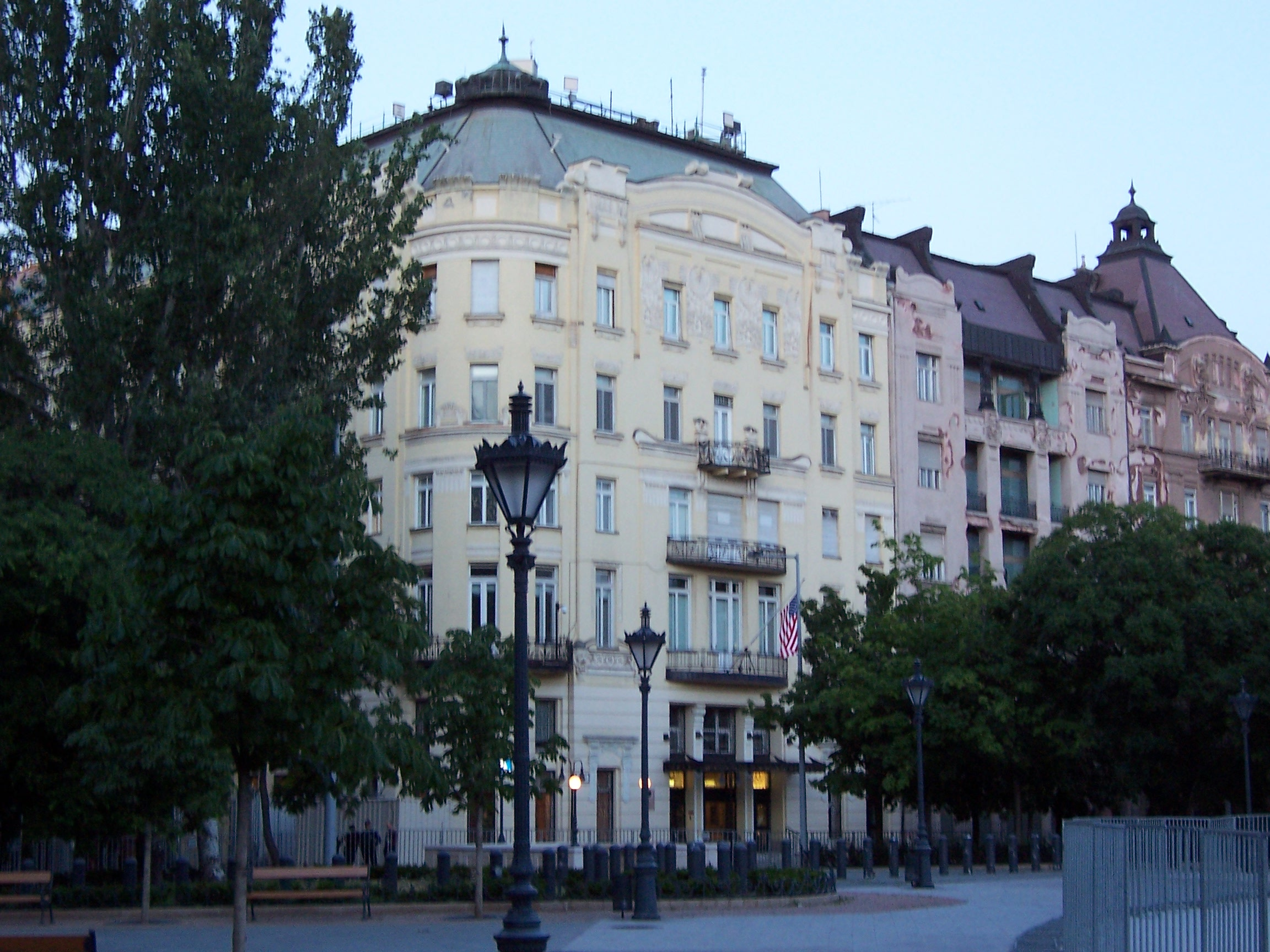
美國駐匈牙利大使館

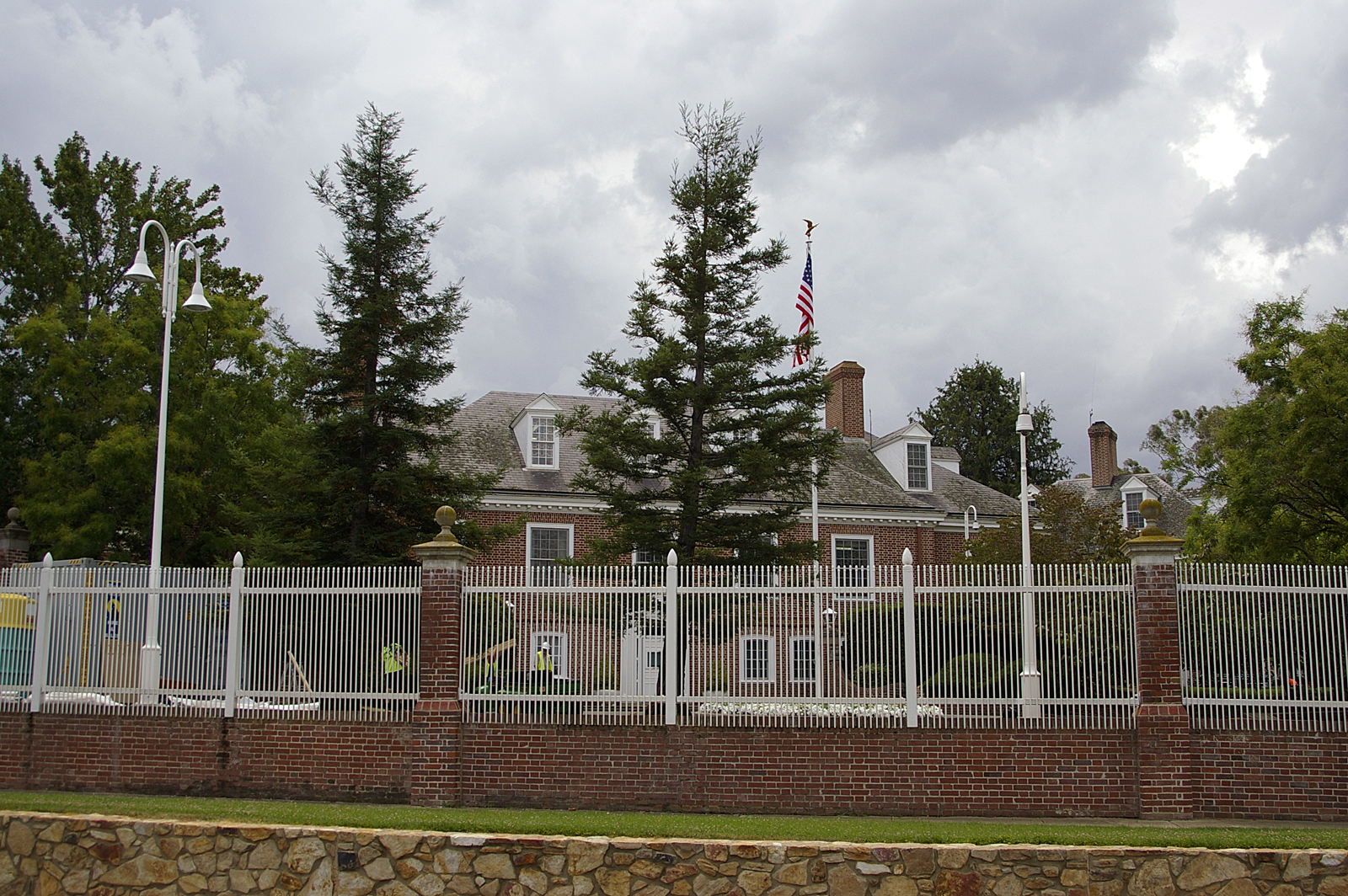
美国驻澳大利亚大使馆

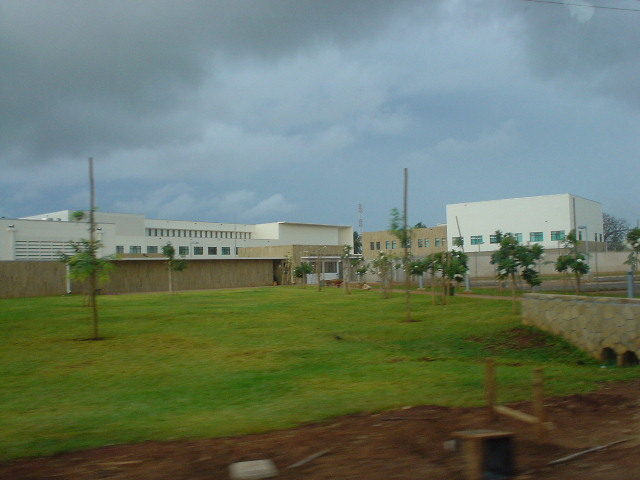
美国驻坦桑尼亚大使馆

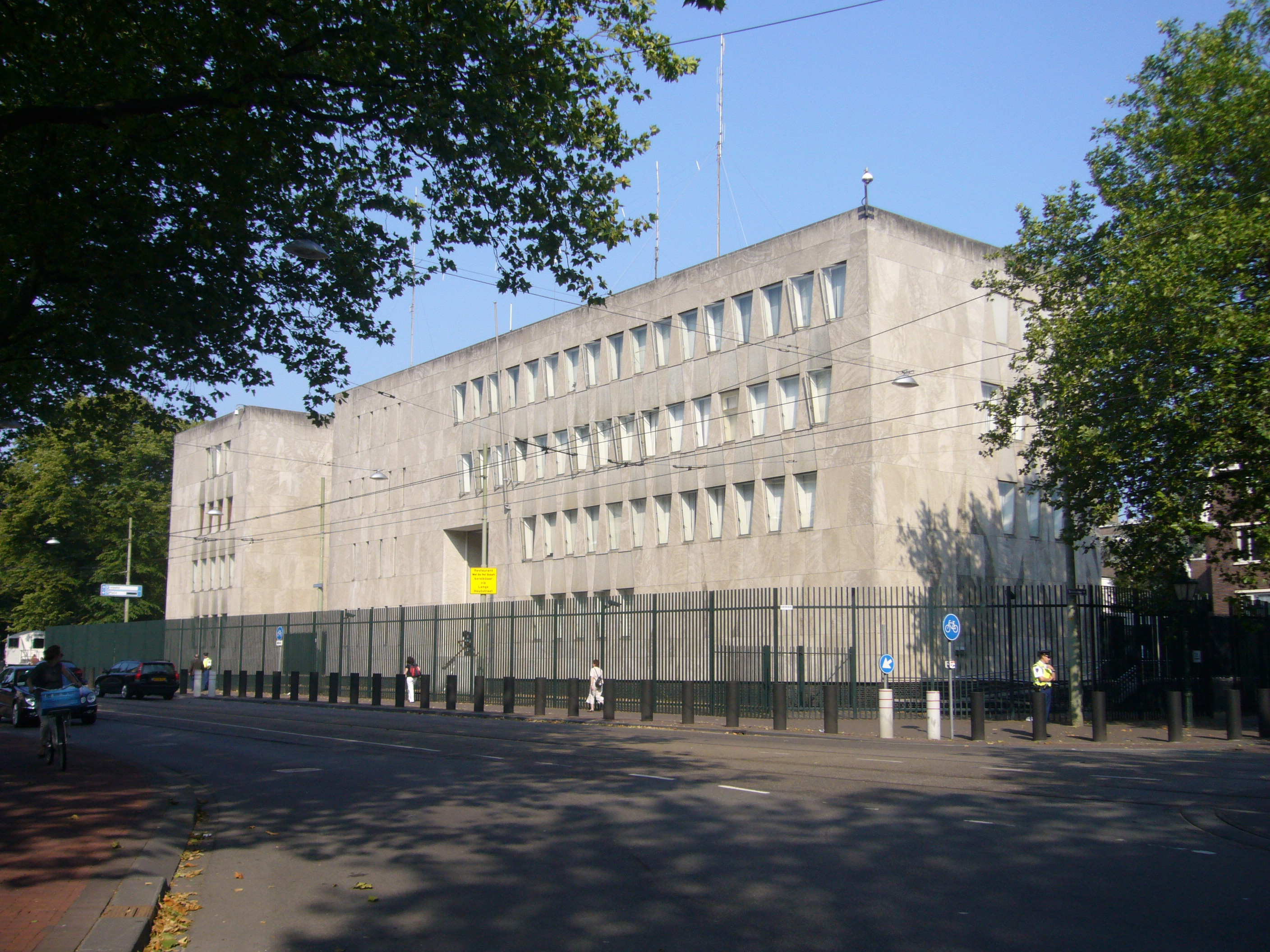
美国驻荷兰大使馆

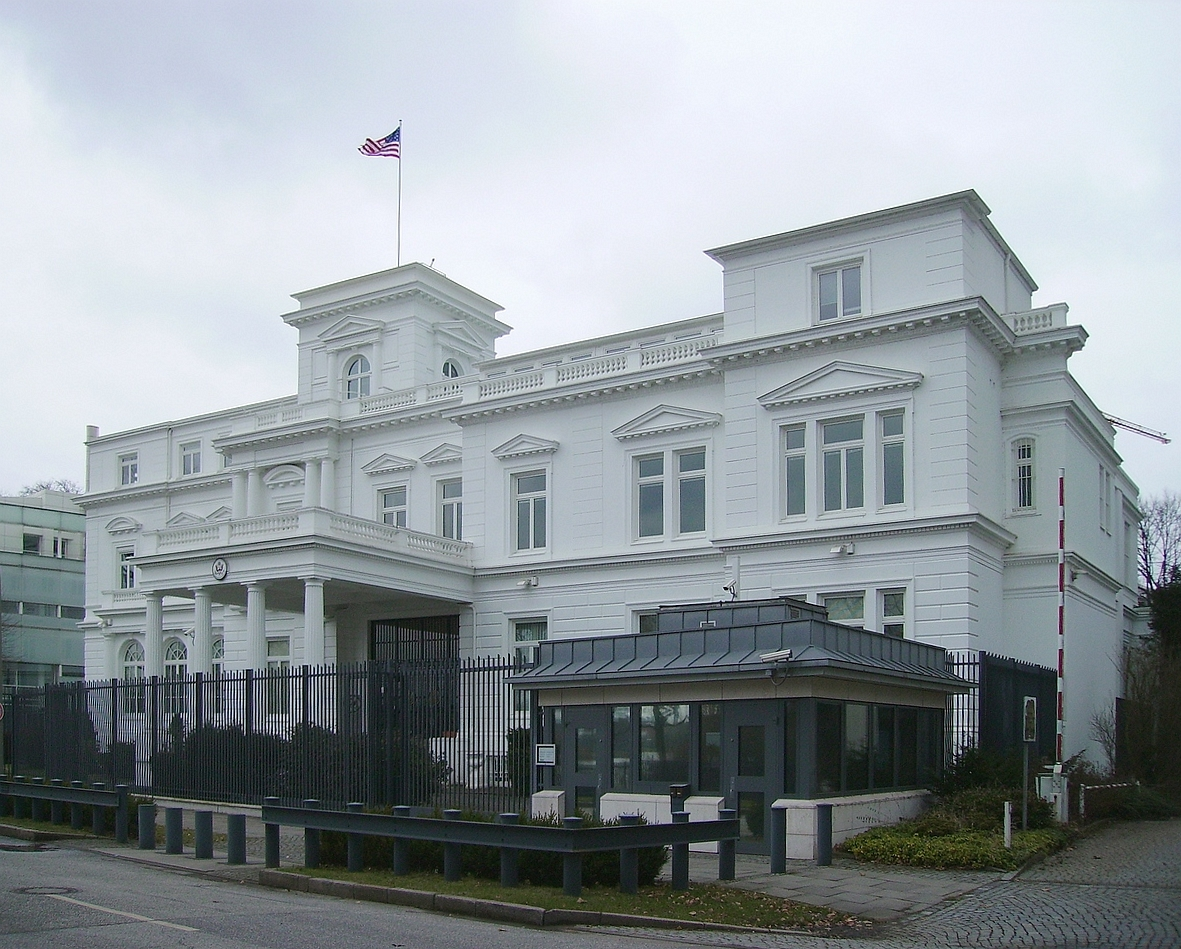
美国驻汉堡总领事馆

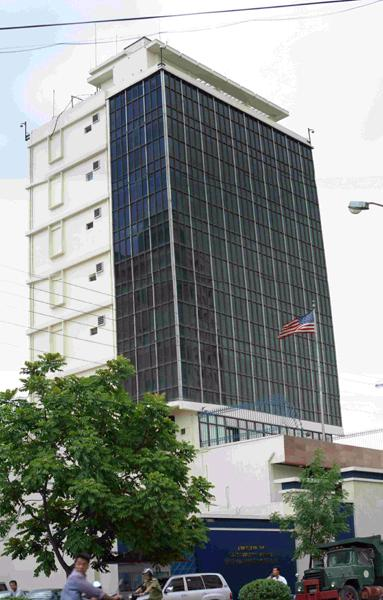
美国驻越南大使馆

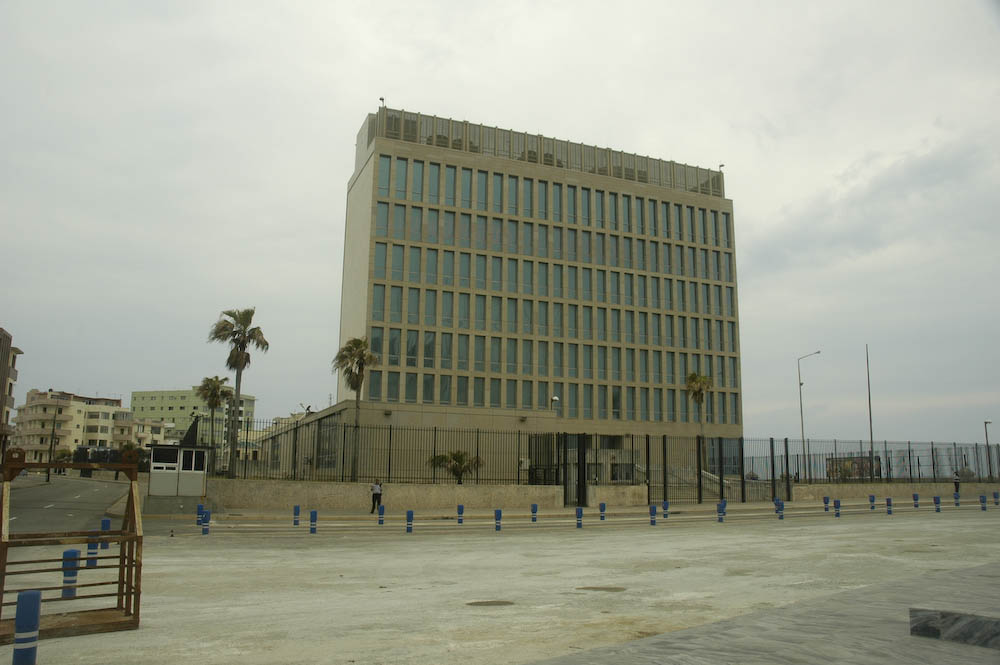
美国驻古巴大使館

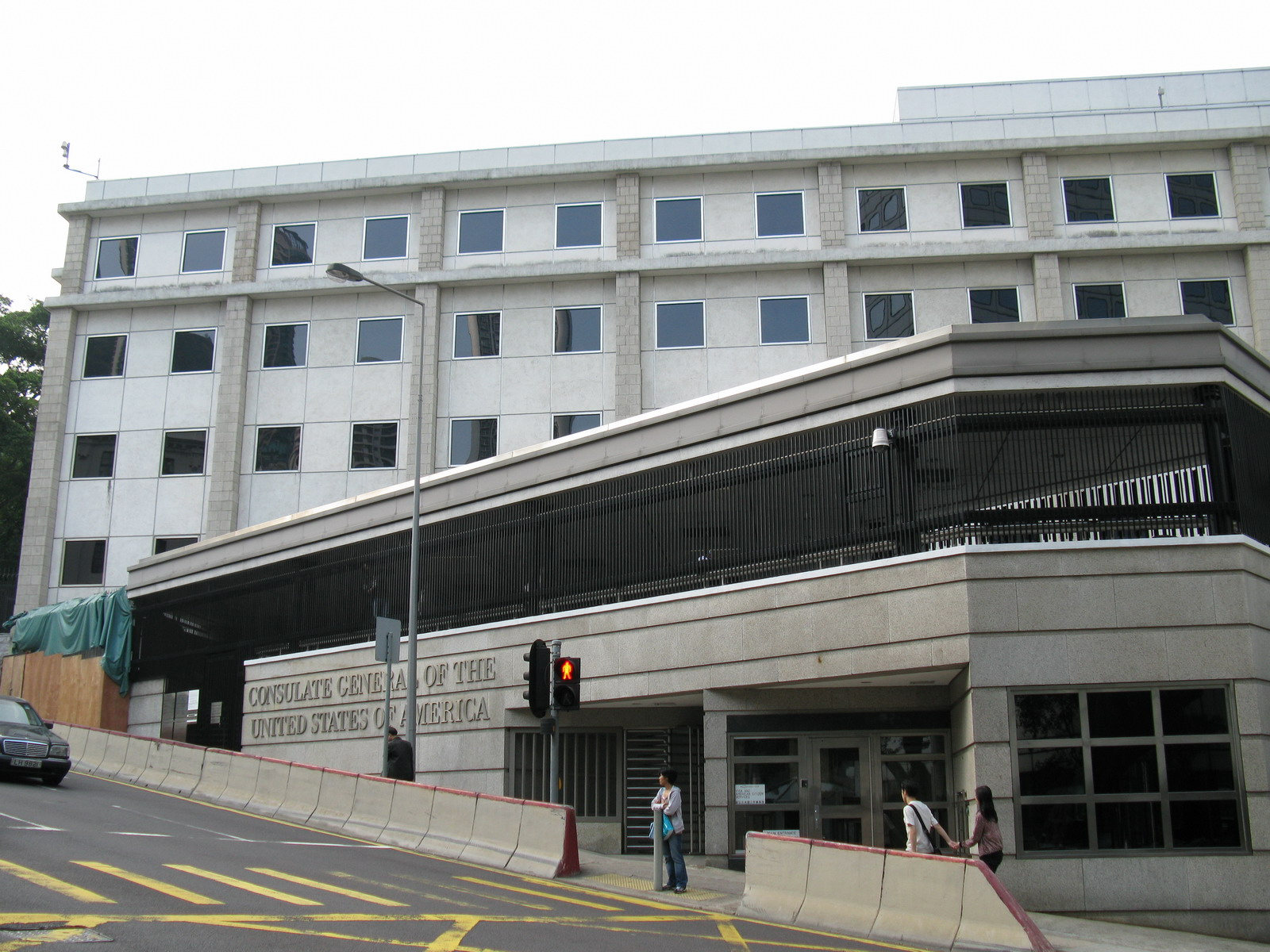
美国驻香港及澳门总领事馆

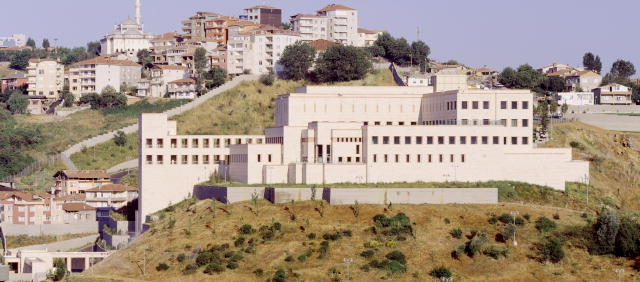
美国驻伊斯坦布尔总领事馆

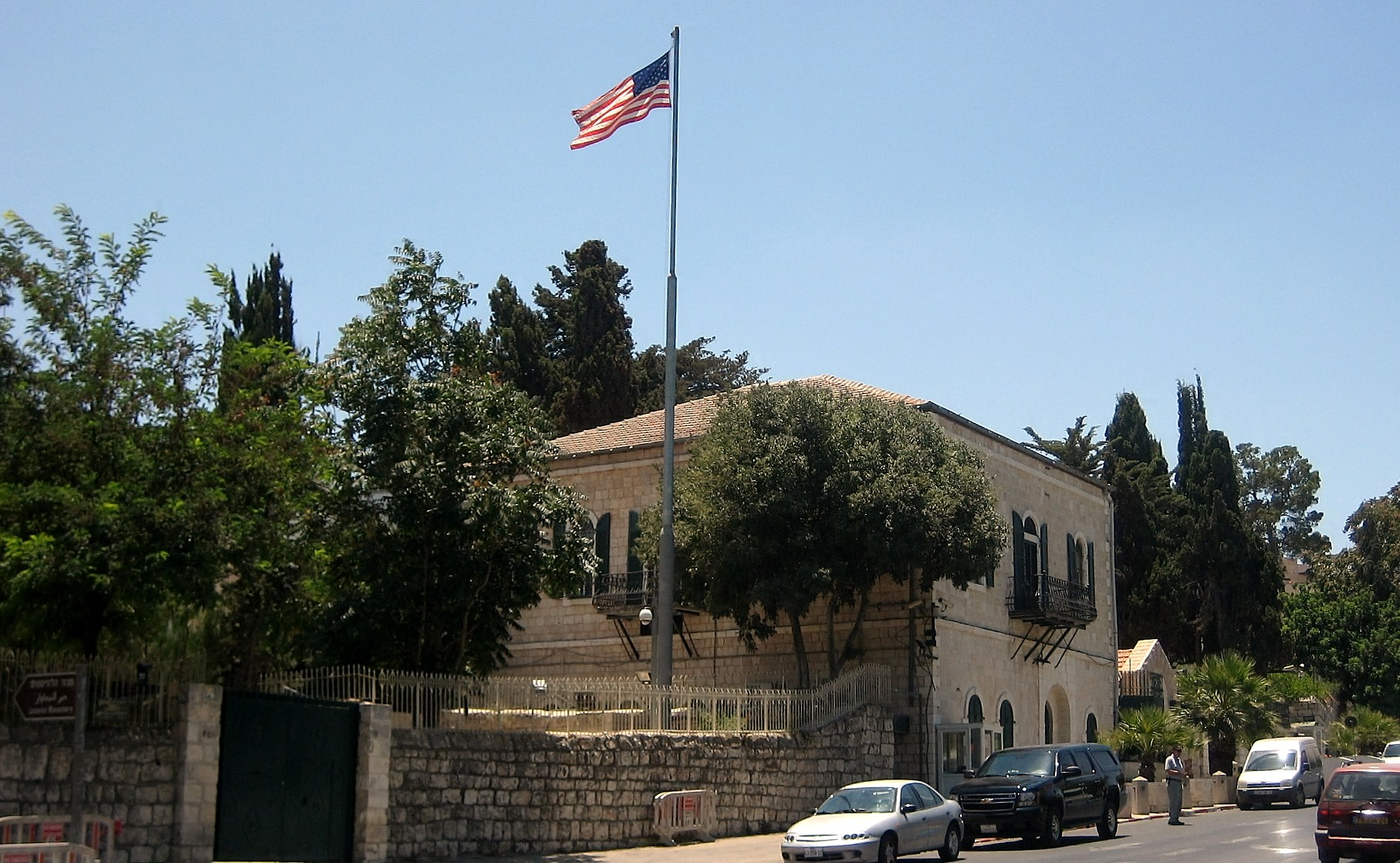
美国驻耶路撒冷总领事馆

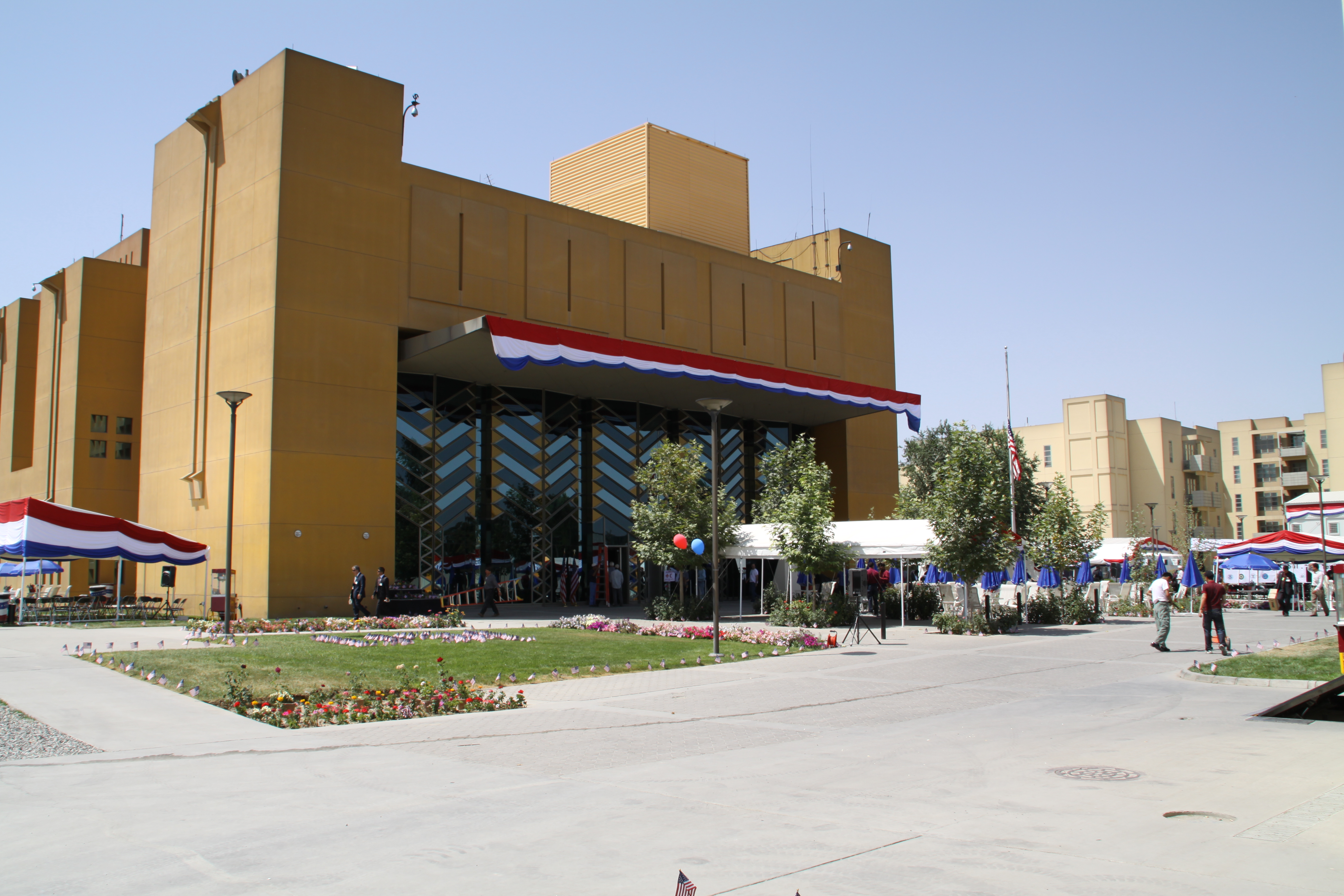
美国驻阿富汗大使馆

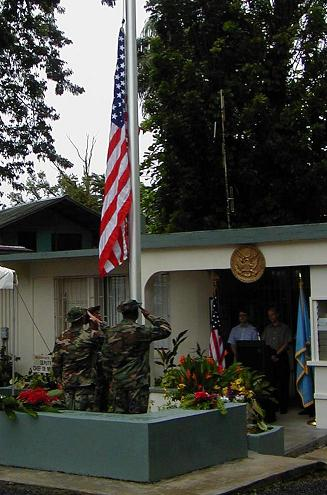
美国驻密克罗尼西亚联邦大使馆

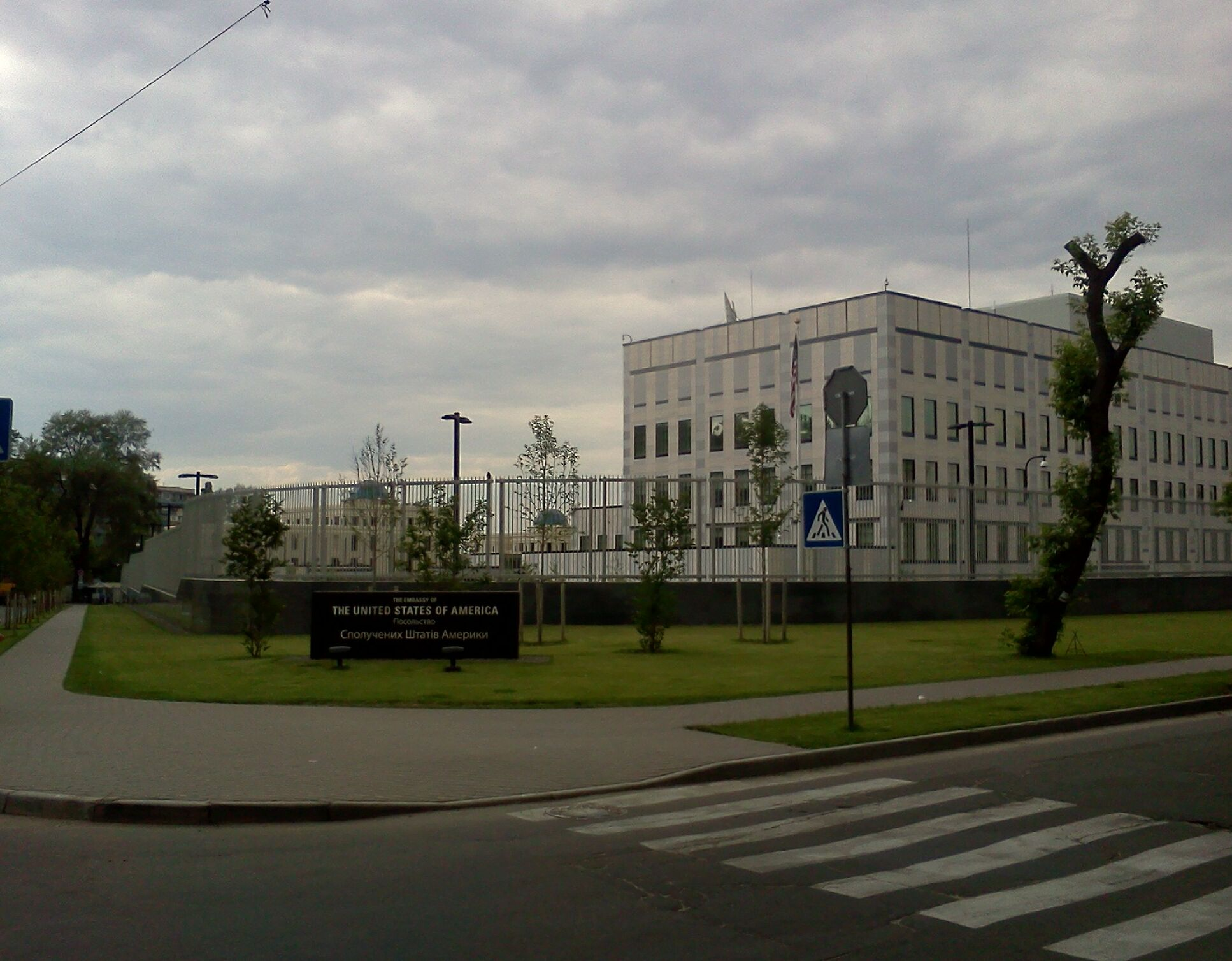
美国驻乌克兰大使馆

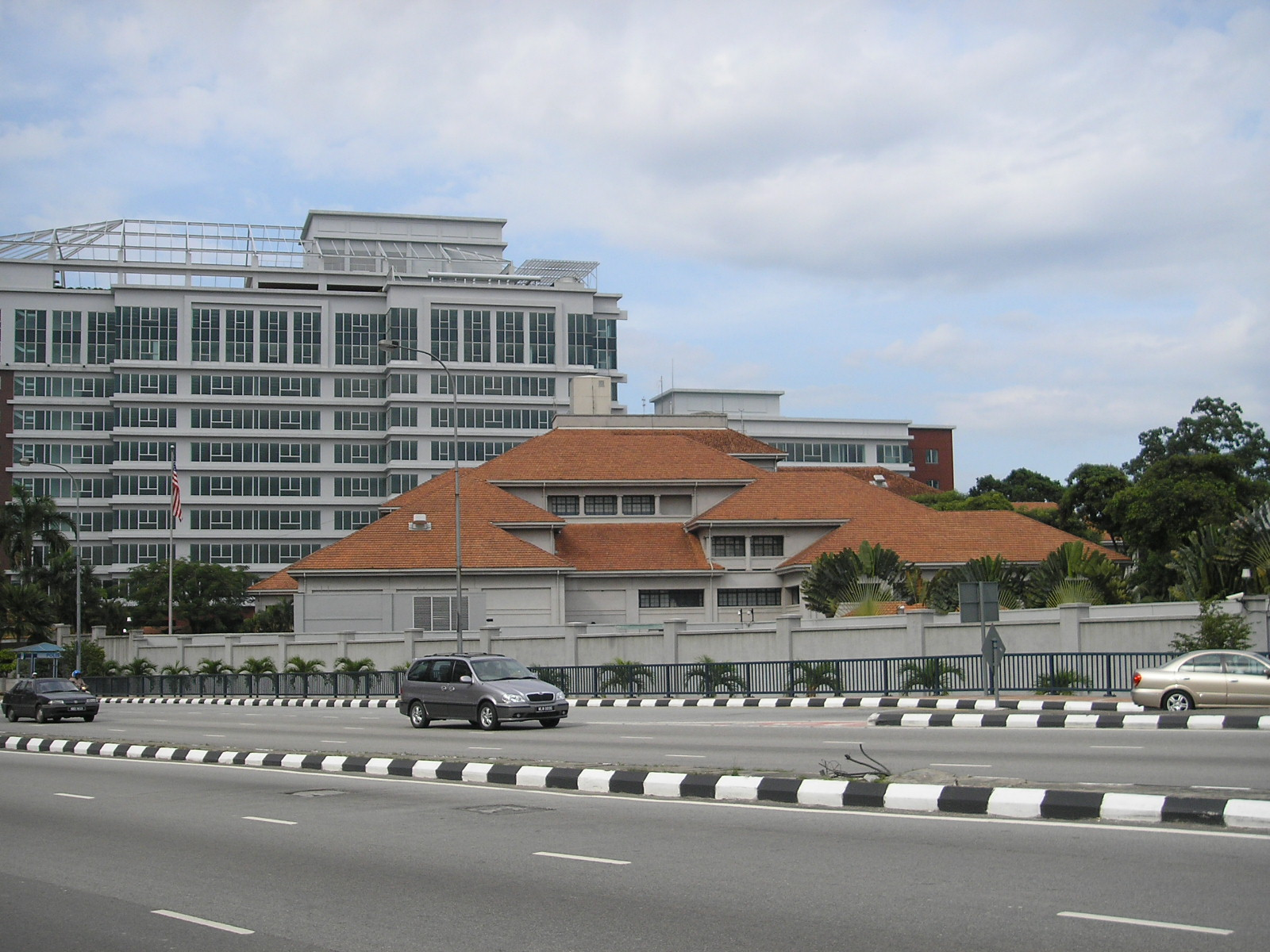
美国驻马来西亚大使馆

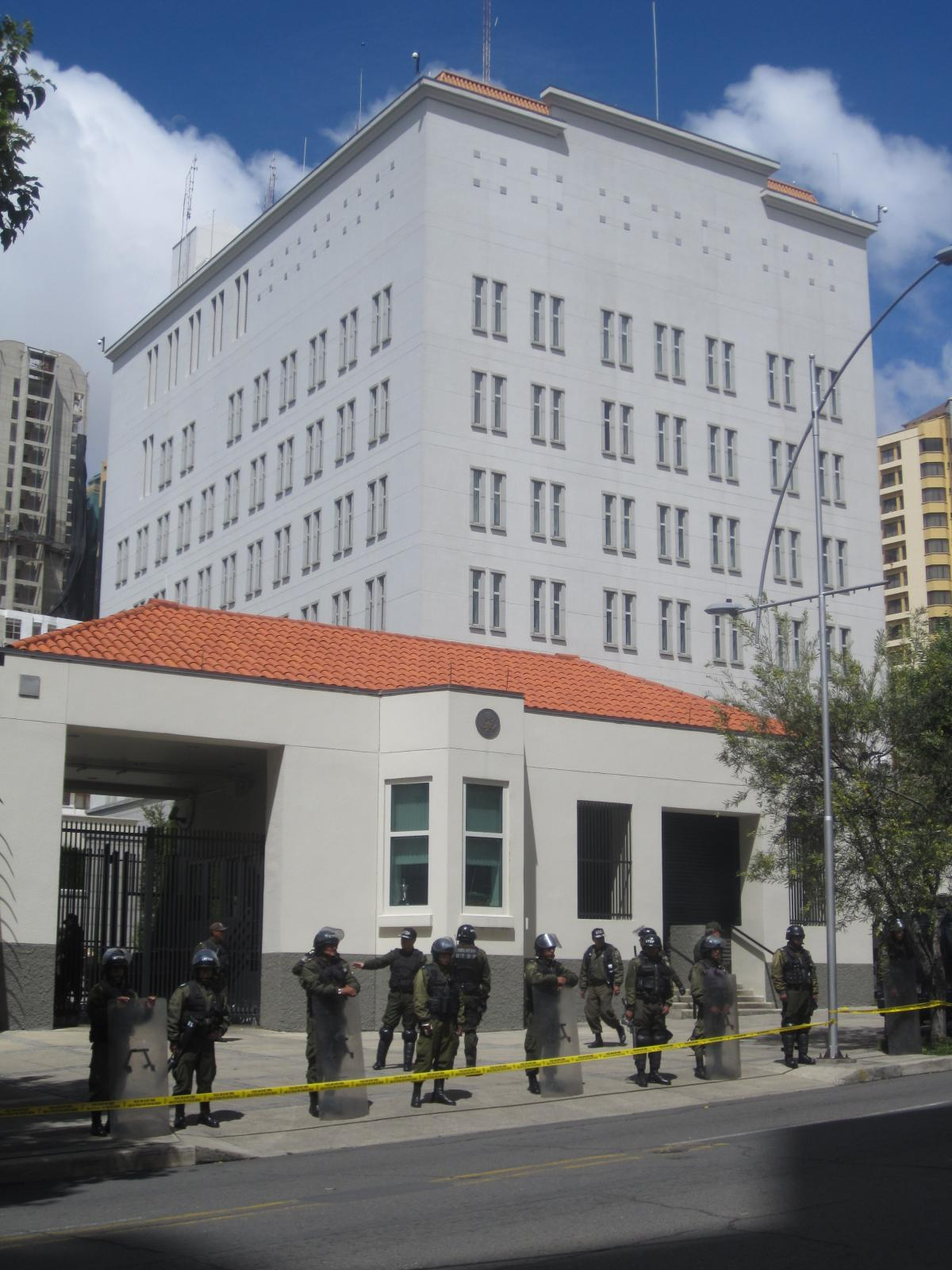
美国驻玻利维亚大使馆

美国驻加蓬大使馆

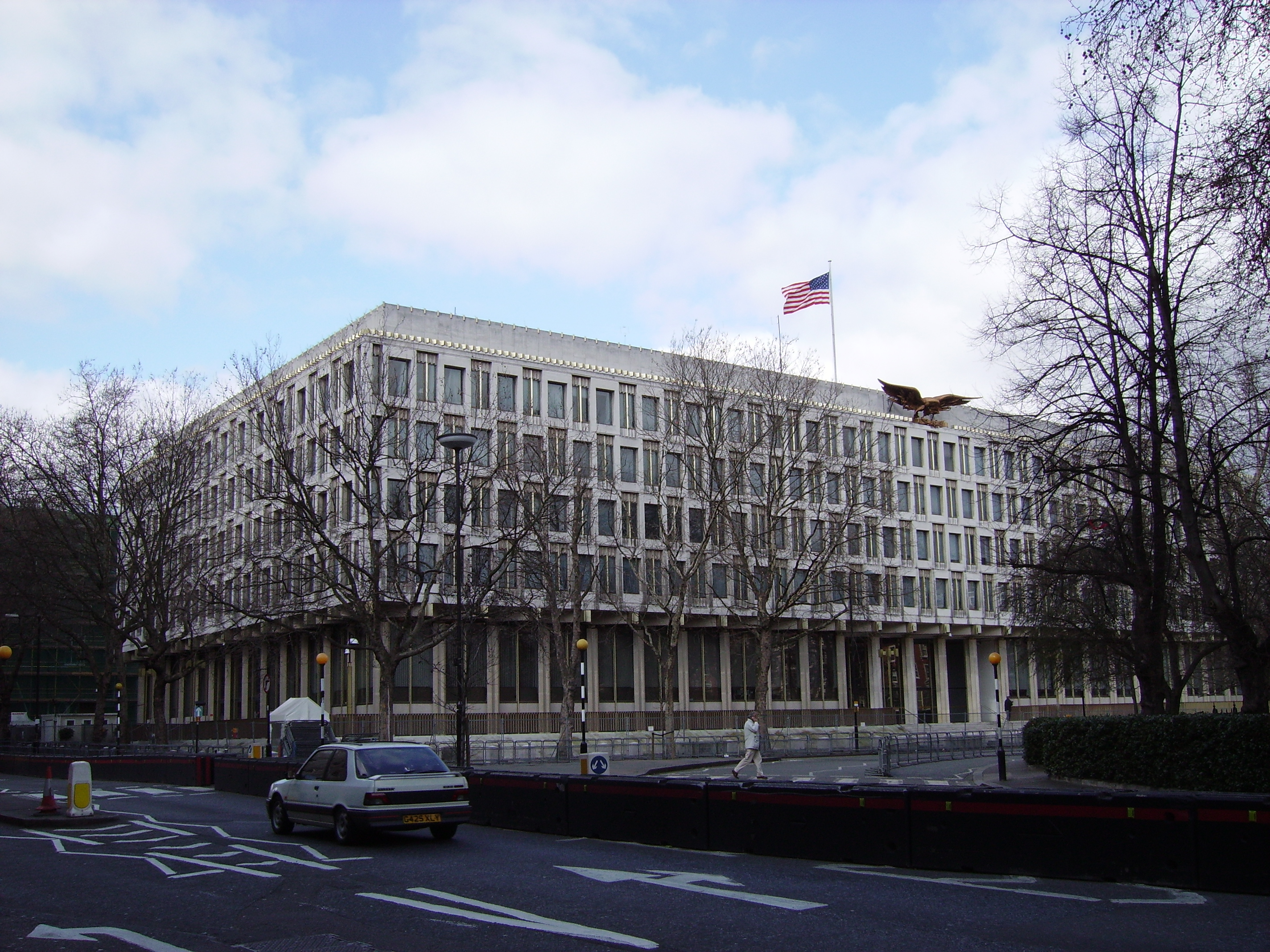
美国驻英国大使馆

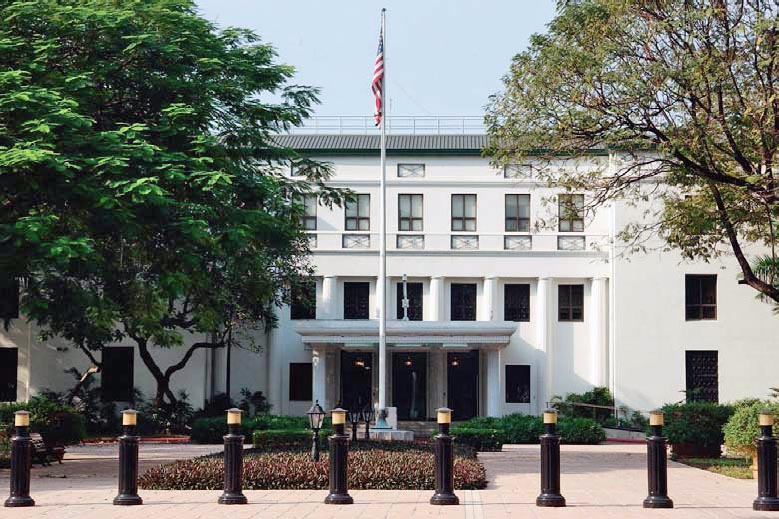
美国驻菲律宾大使馆

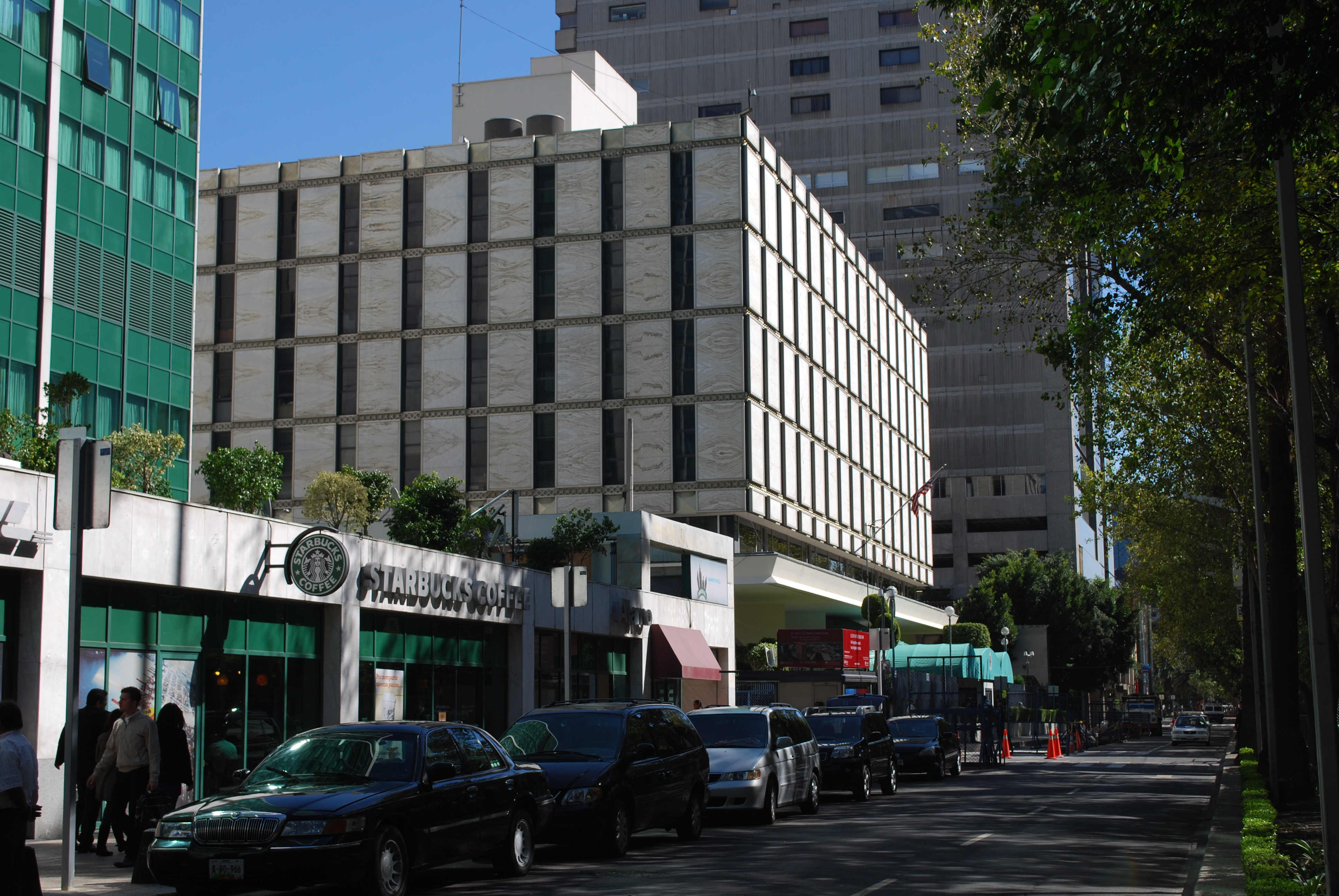
美国驻墨西哥大使馆

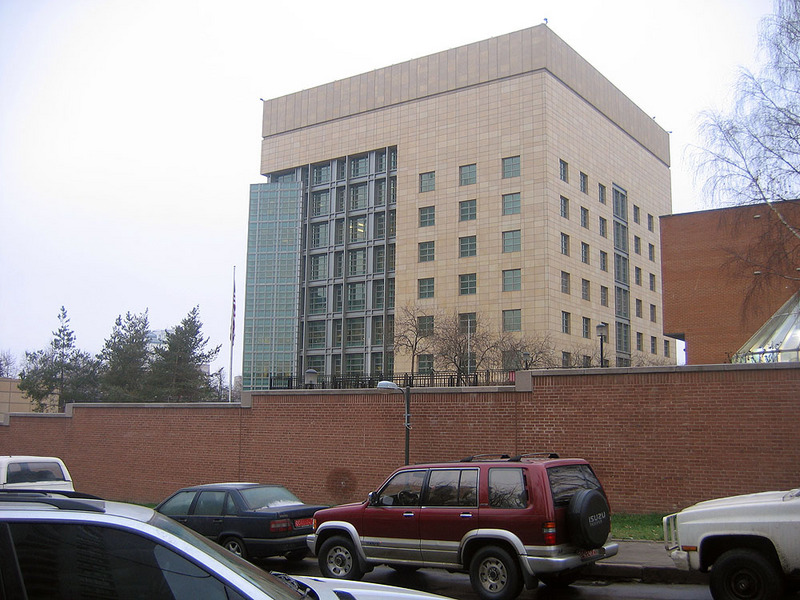
美国驻俄罗斯大使馆

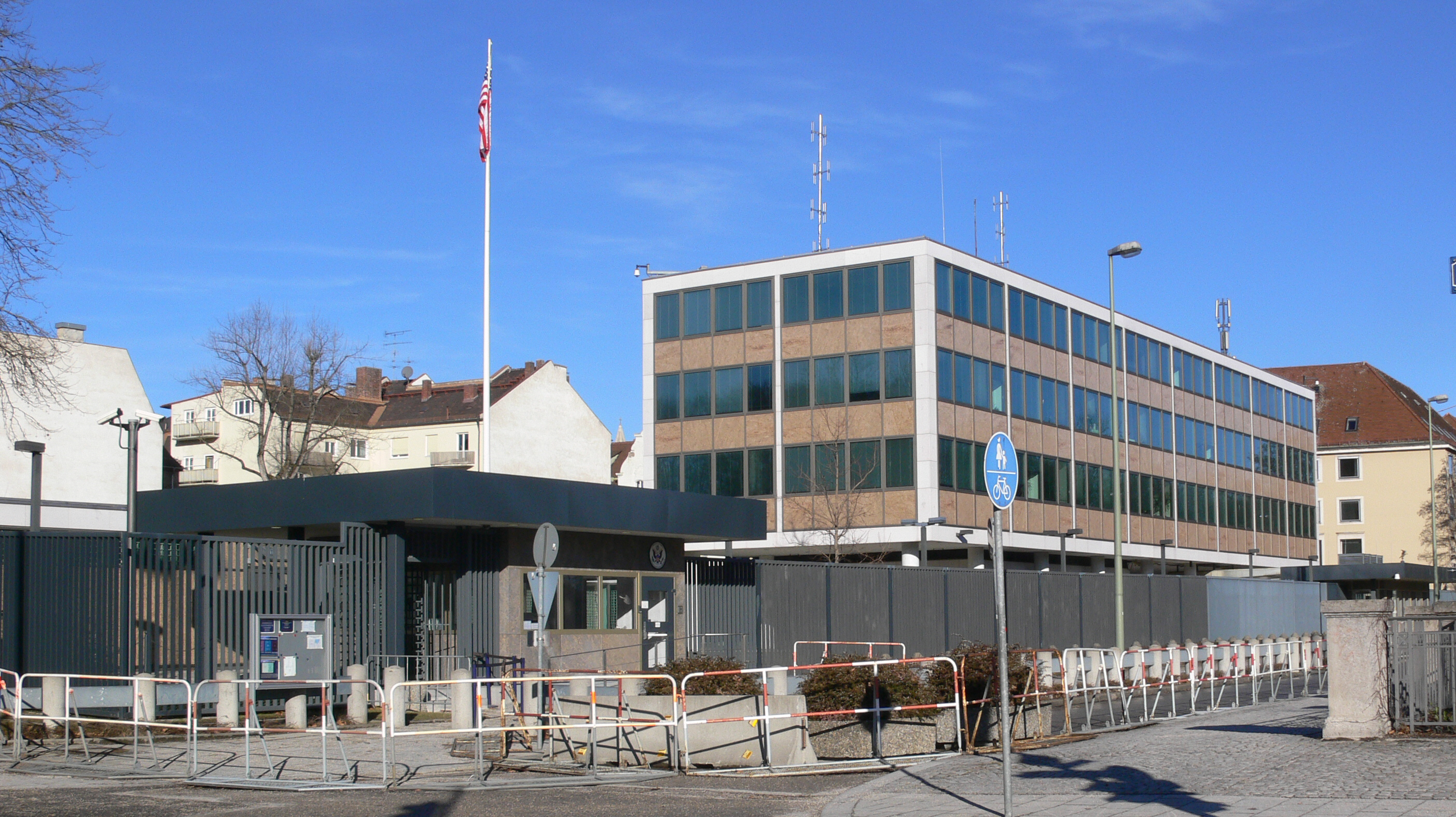
美国驻慕尼黑总领事馆

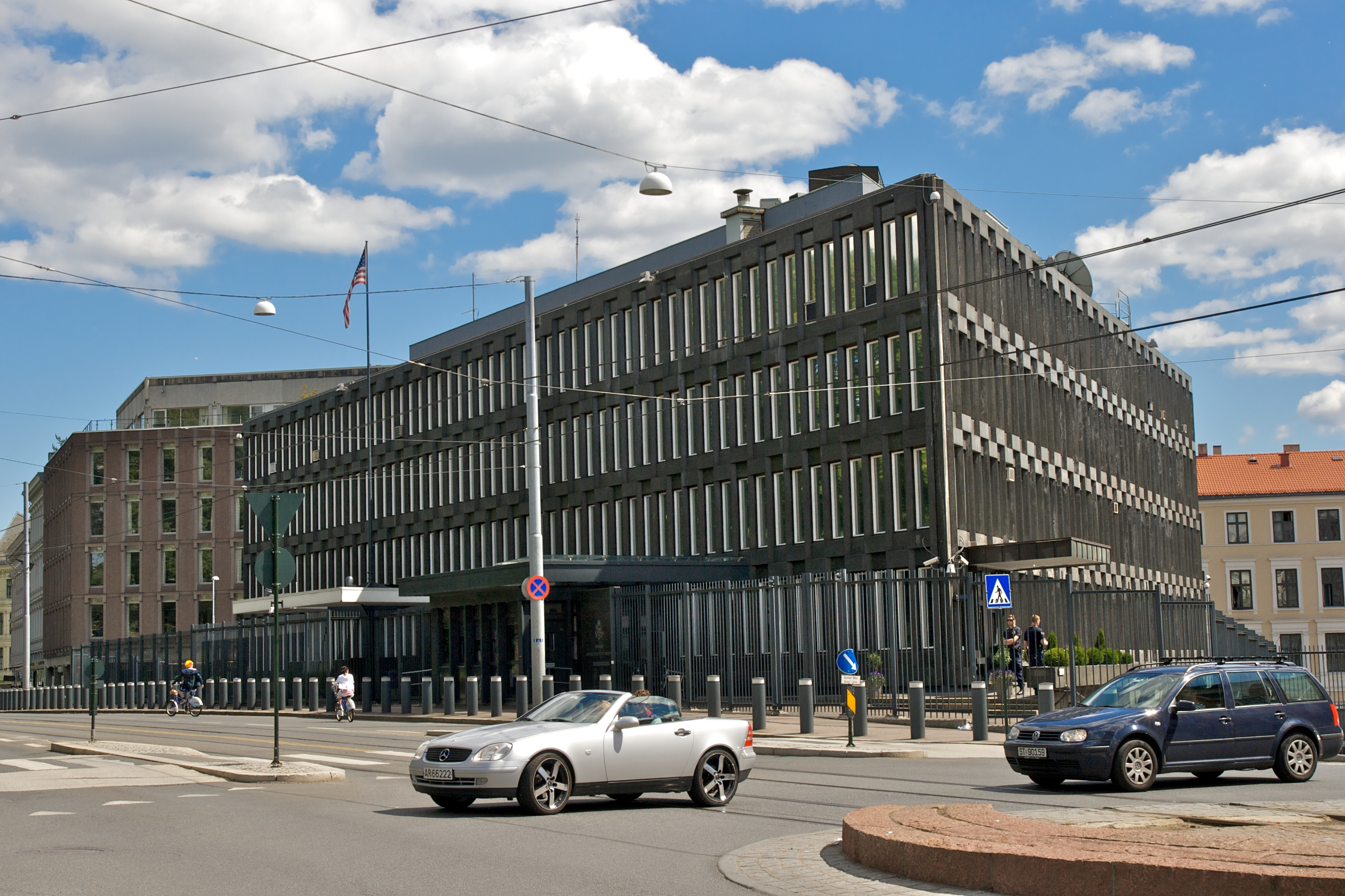
美国驻挪威大使馆

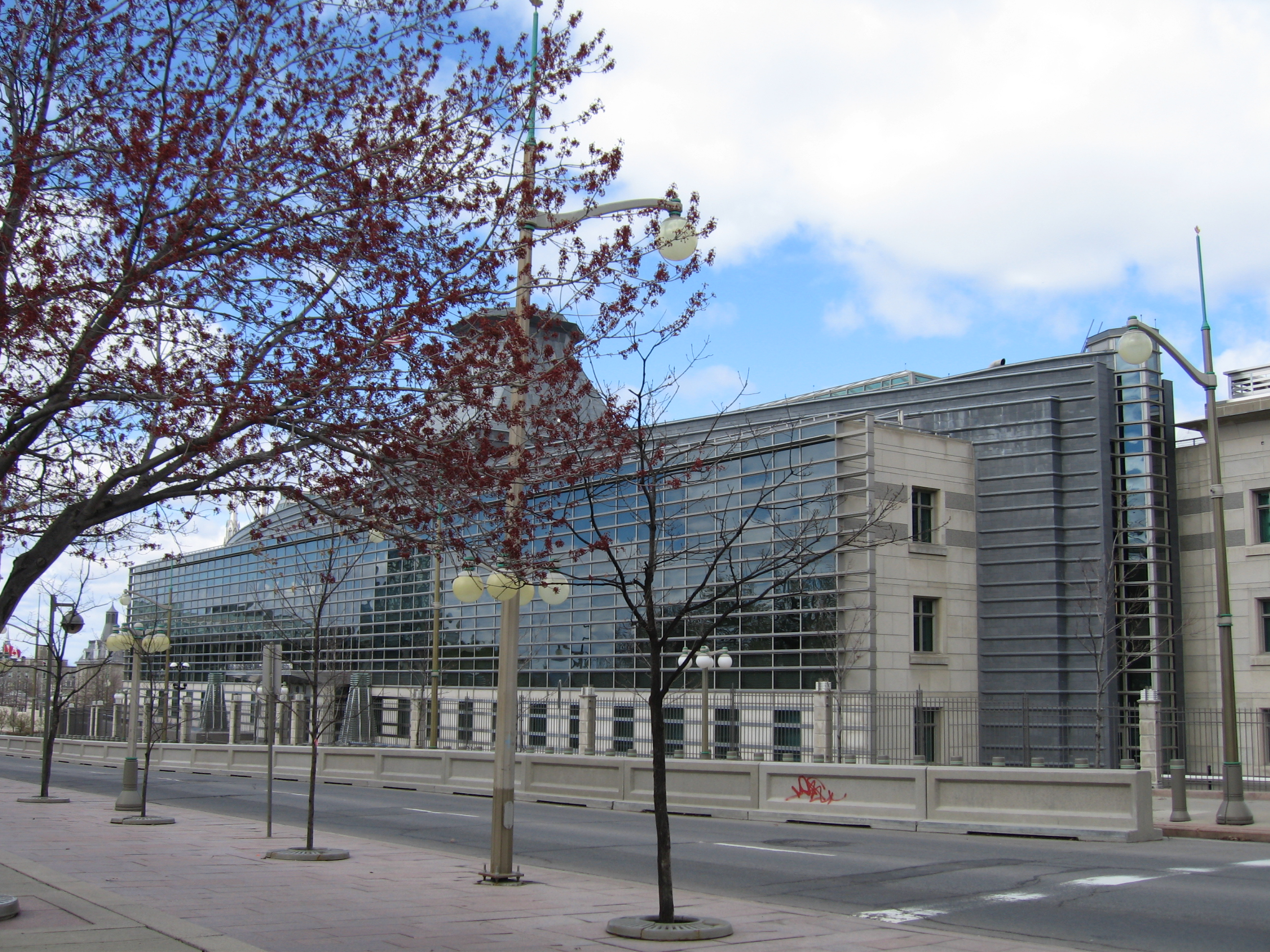
美国驻加拿大大使馆

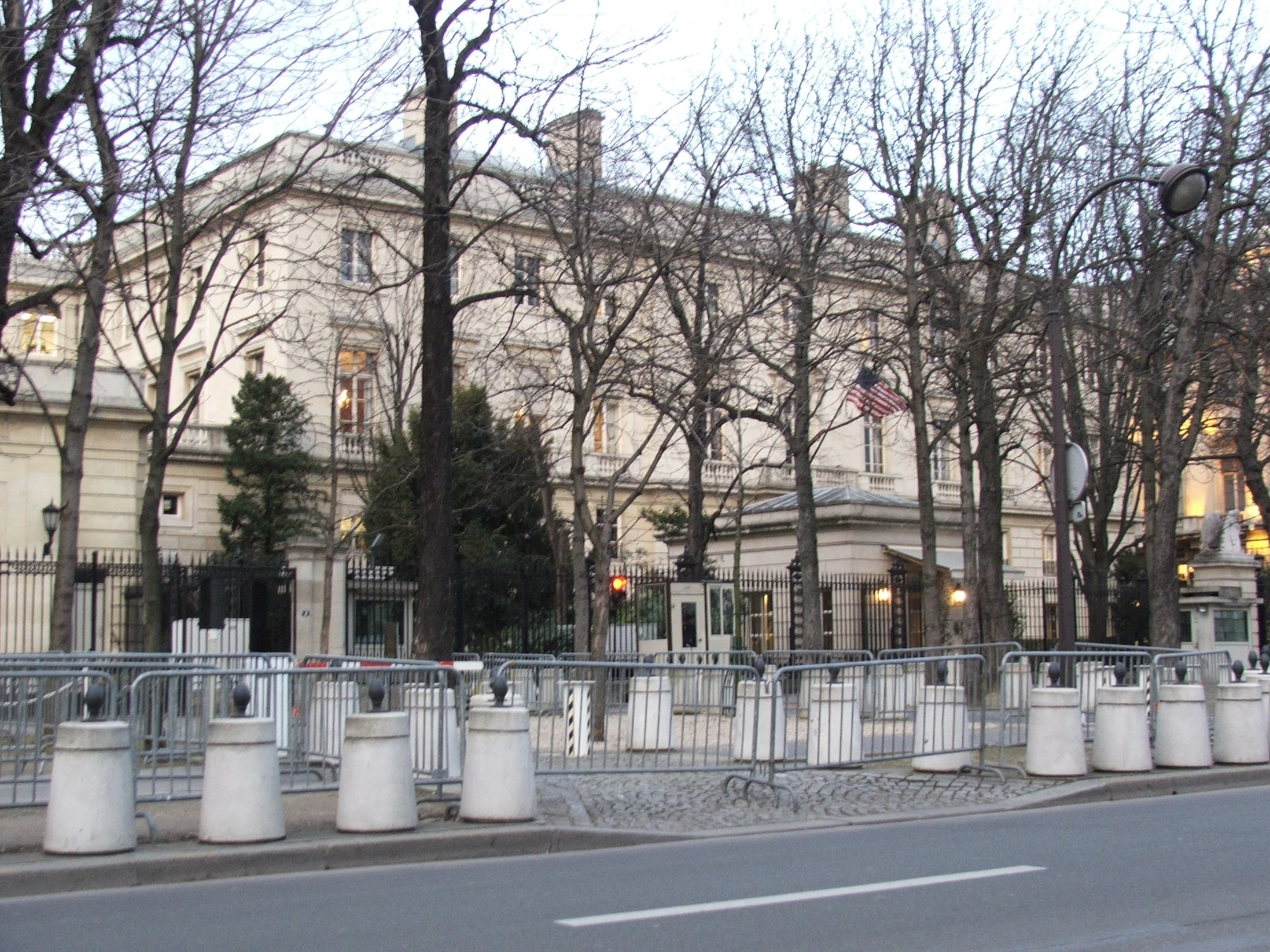
美国驻法国大使馆

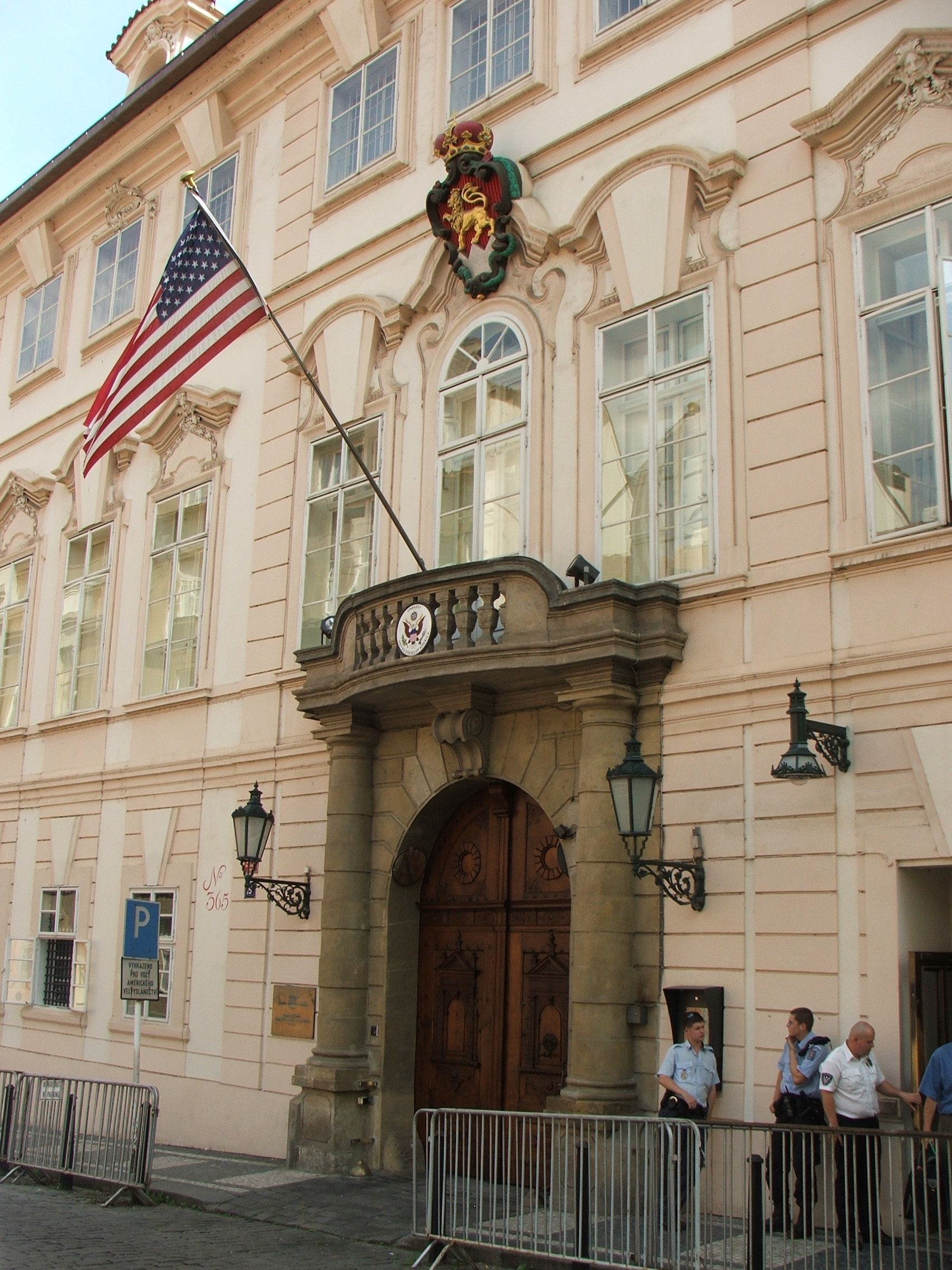
美国驻捷克大使馆

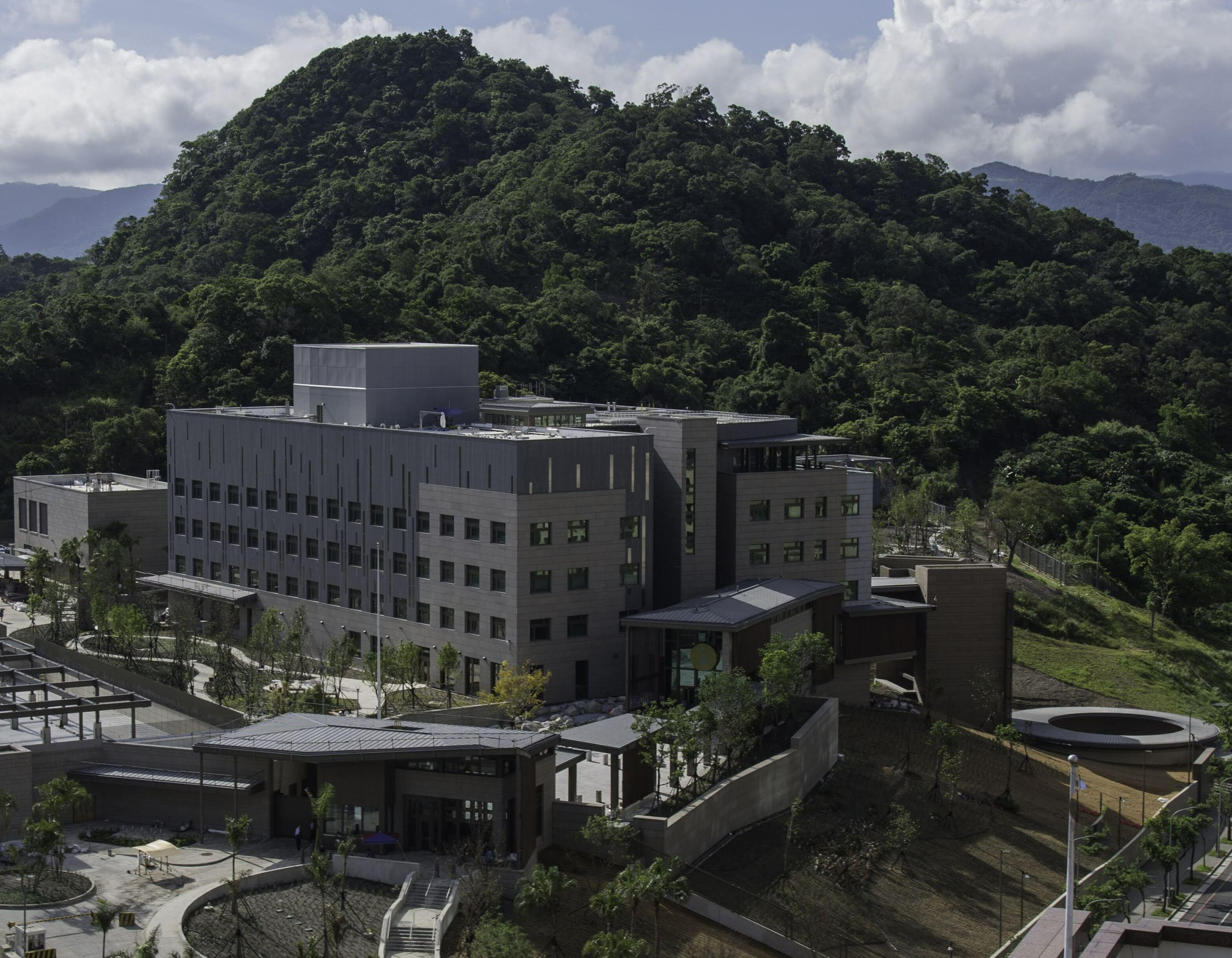
美國在台協會台北辦事處

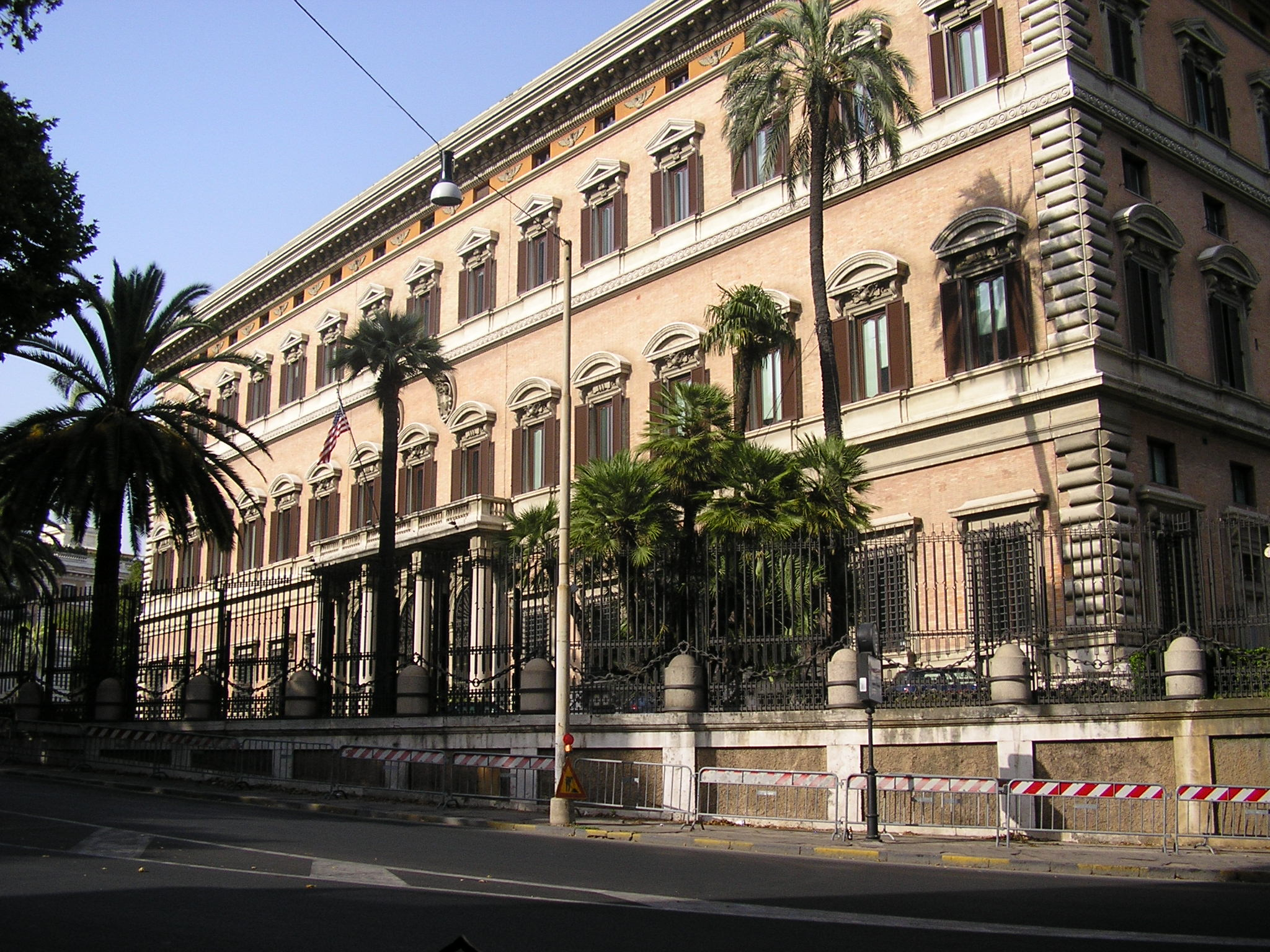
美国驻意大利大使馆

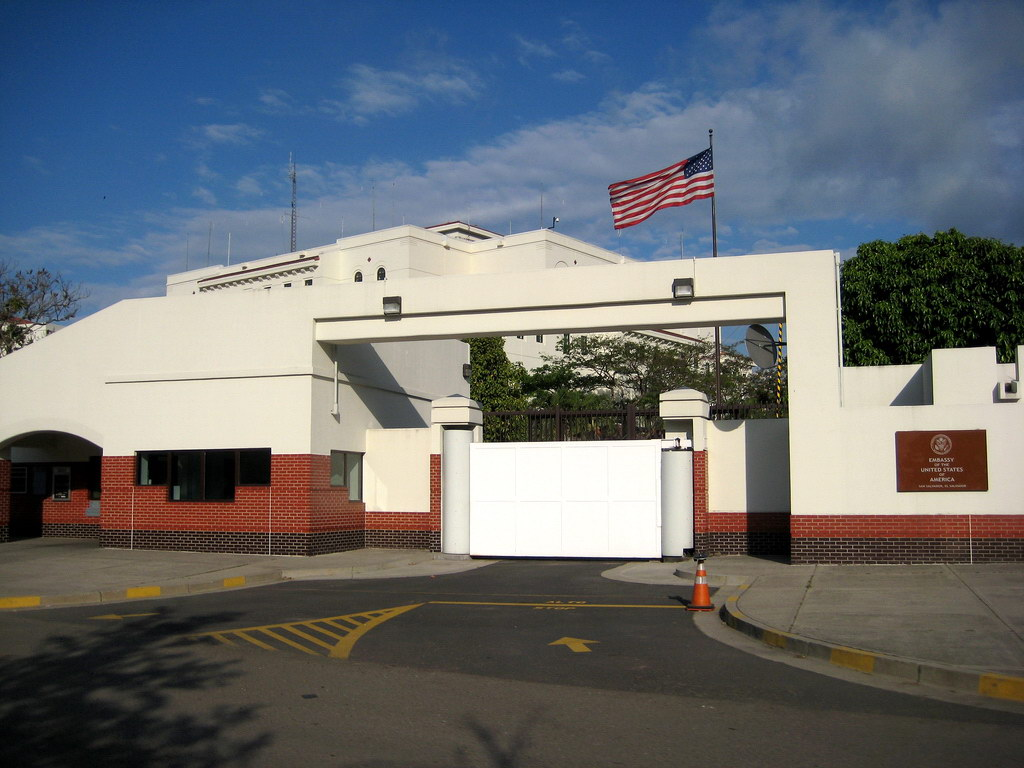
美国驻萨尔瓦多大使馆

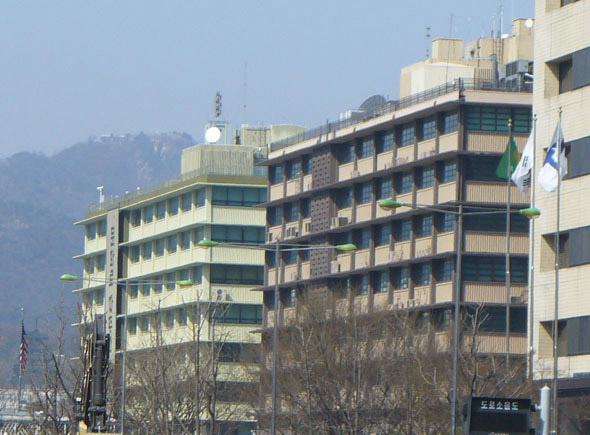
美国驻韩大使馆

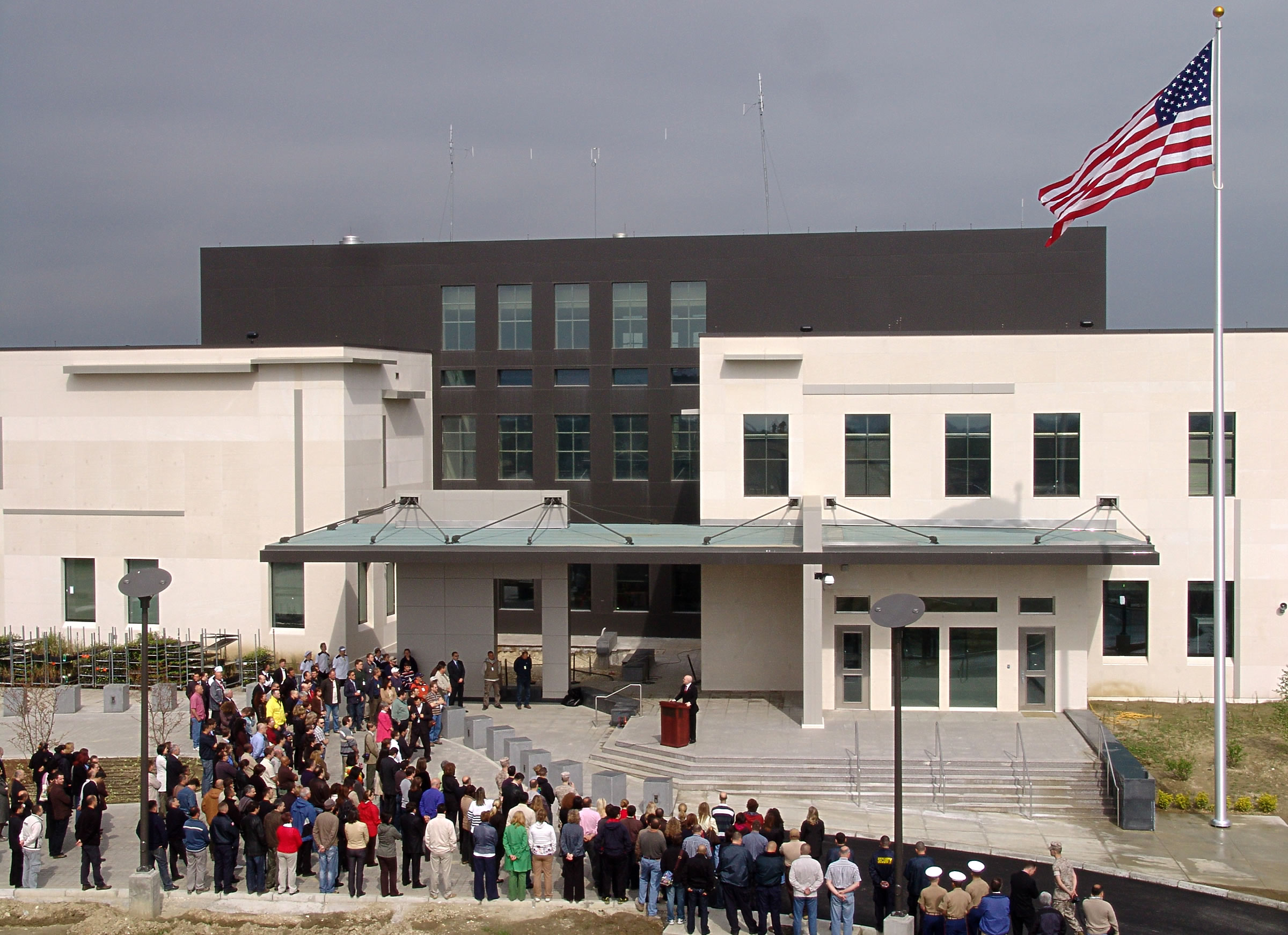
美国驻马其顿大使馆

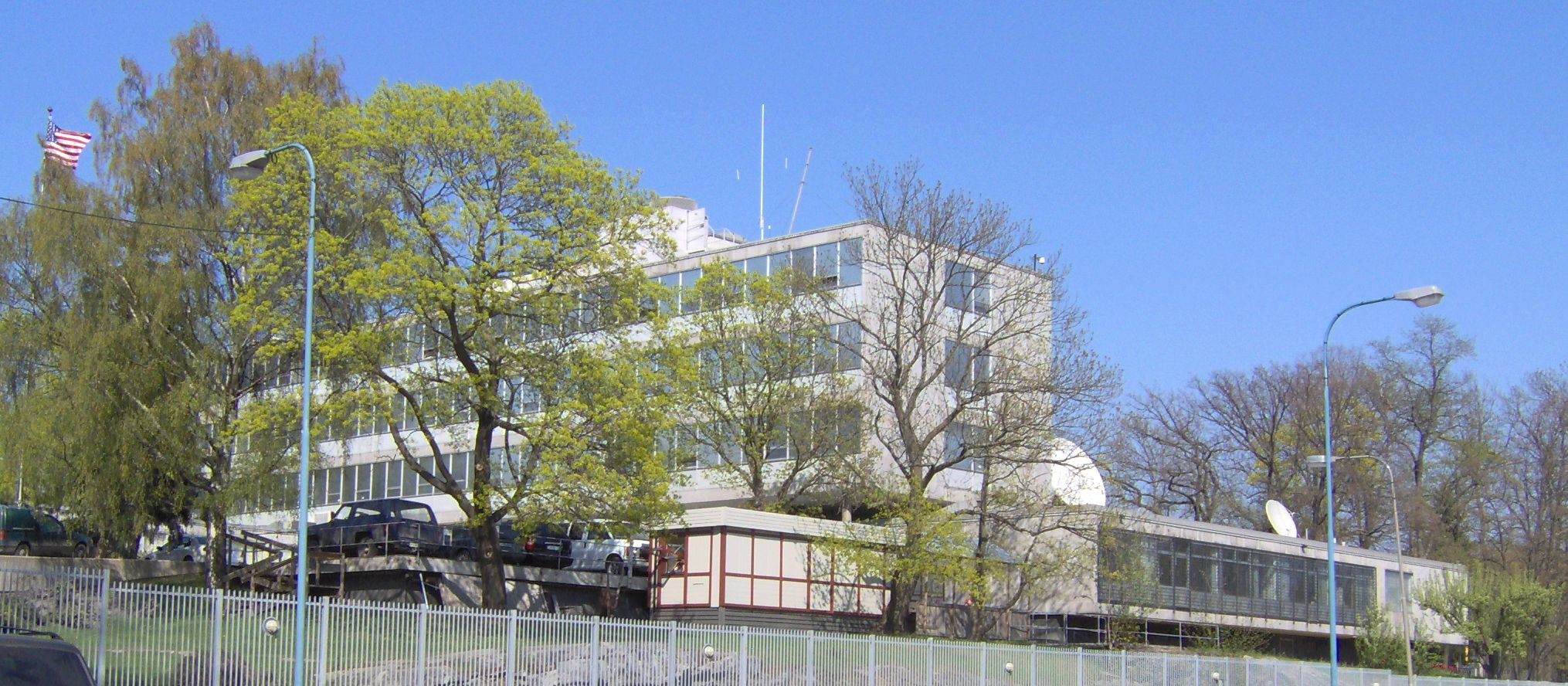
美国驻瑞典大使馆

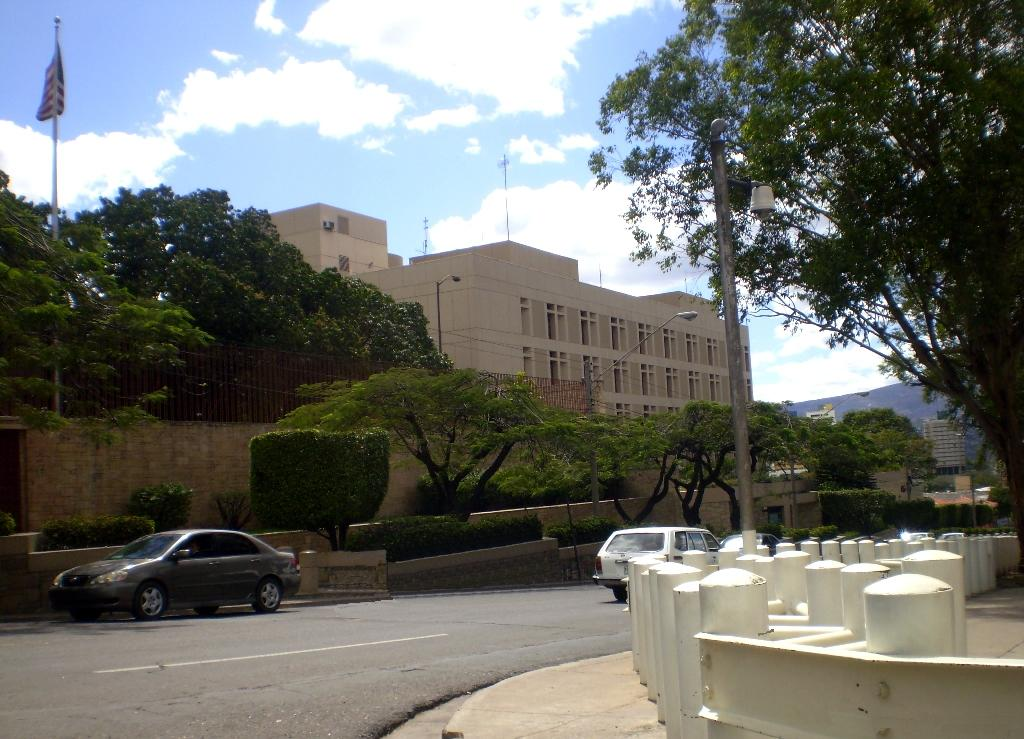
美国驻洪都拉斯大使馆

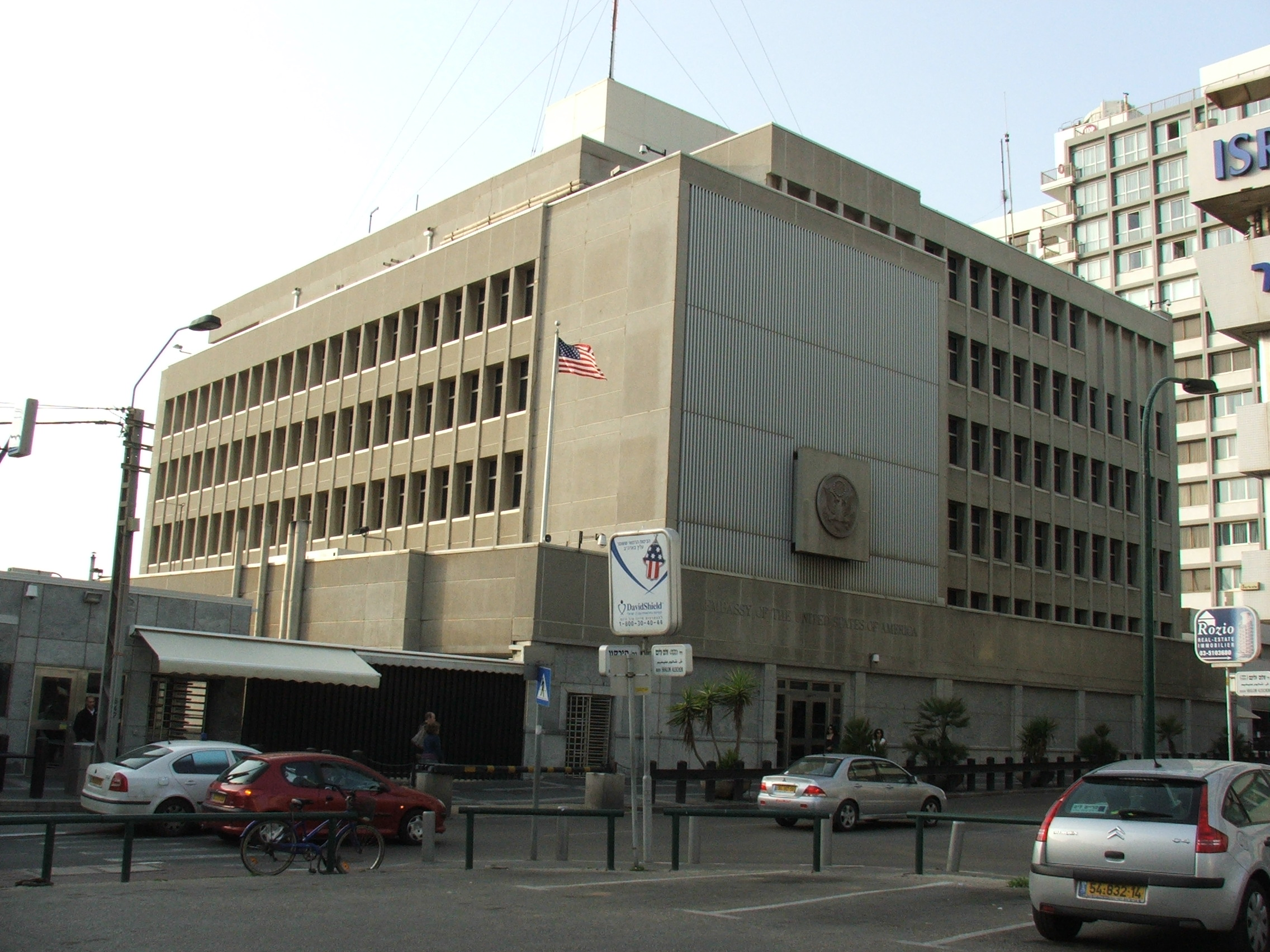
美国驻以色列大使馆

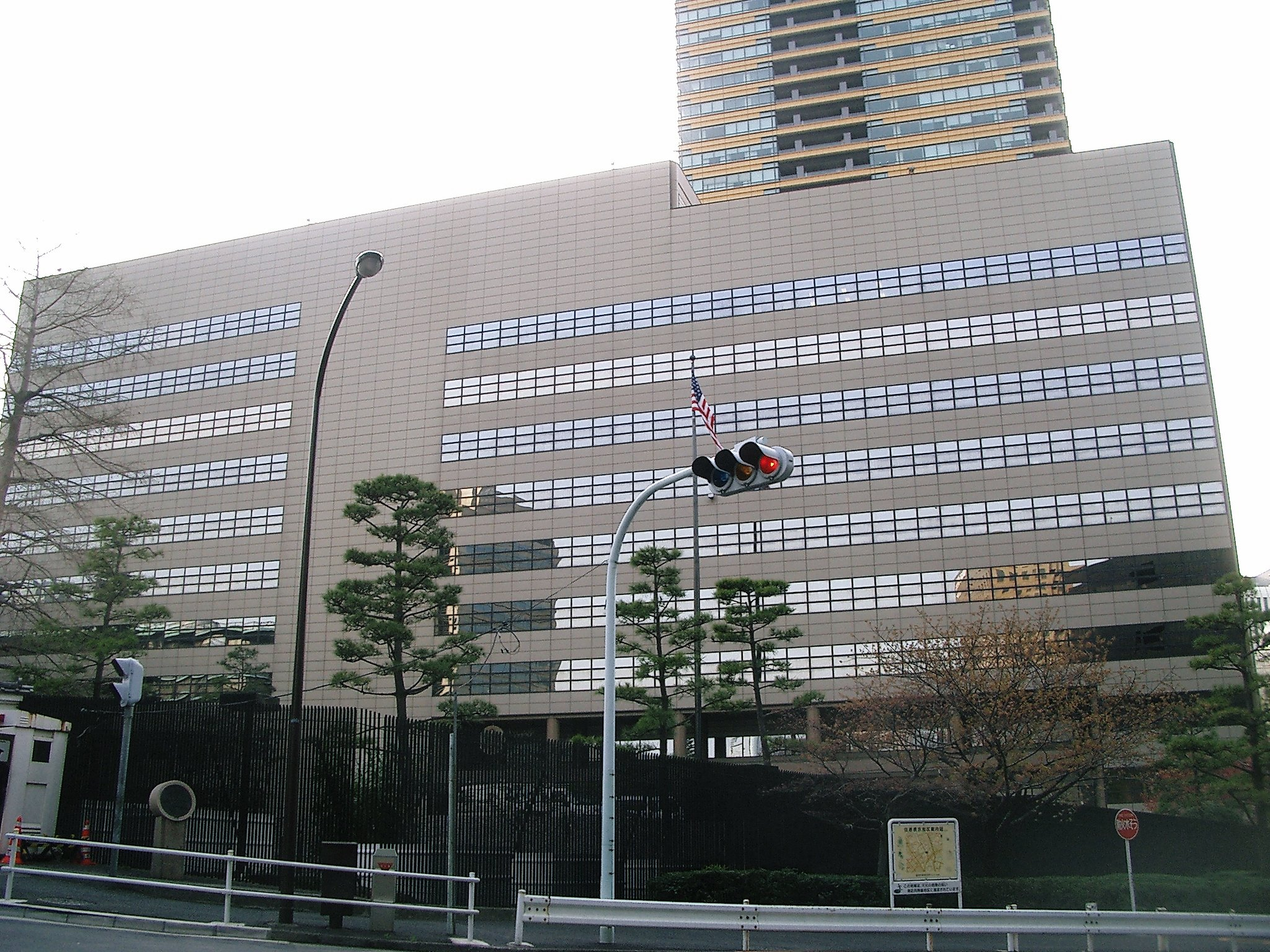
美国驻日大使馆

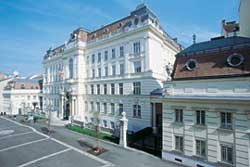
美国驻奥地利大使馆

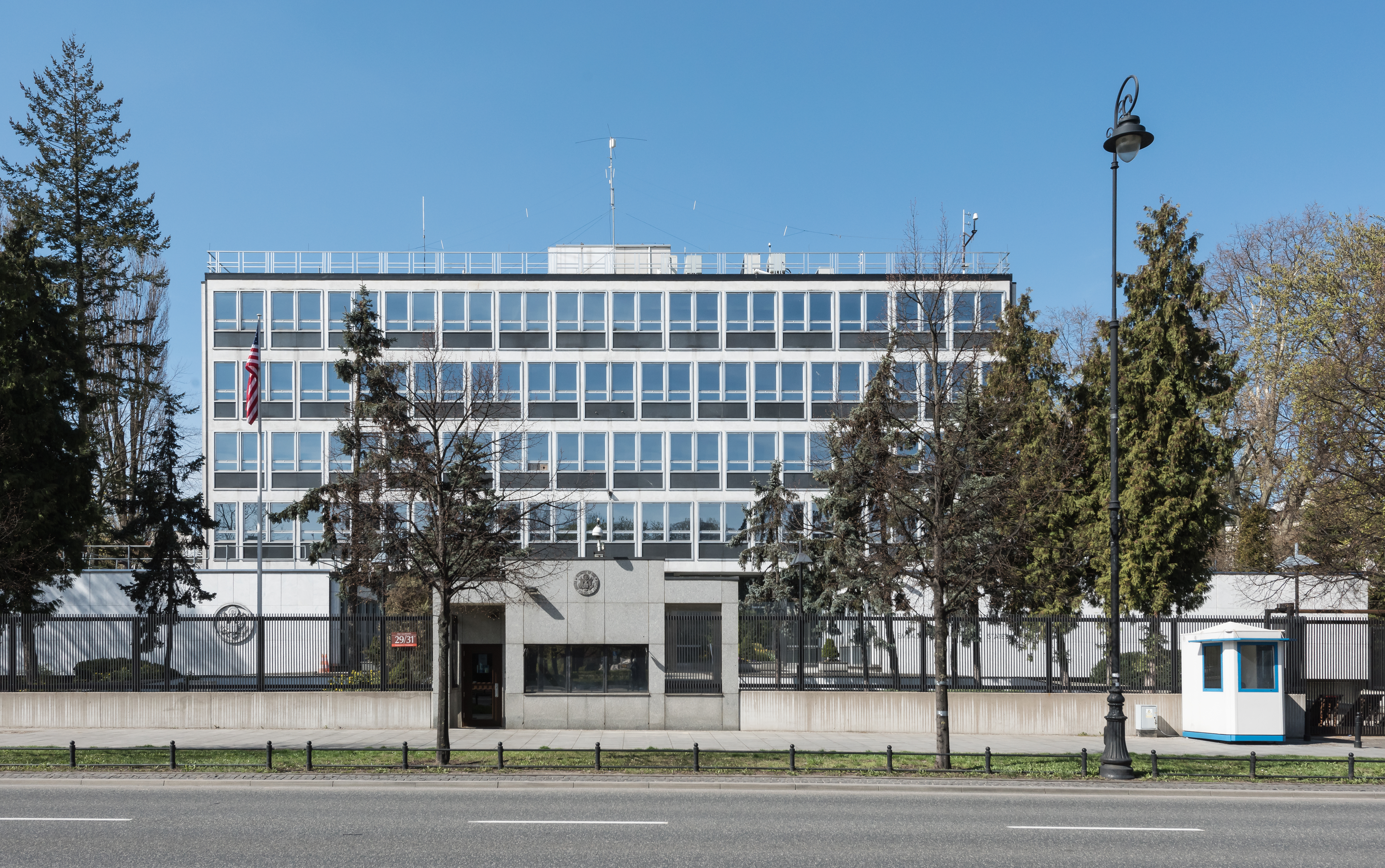
美国驻波兰大使馆

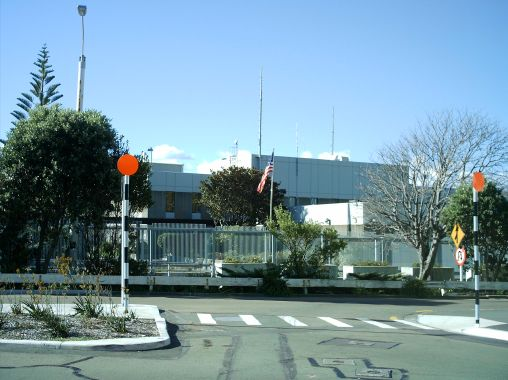
美国驻新西兰大使馆

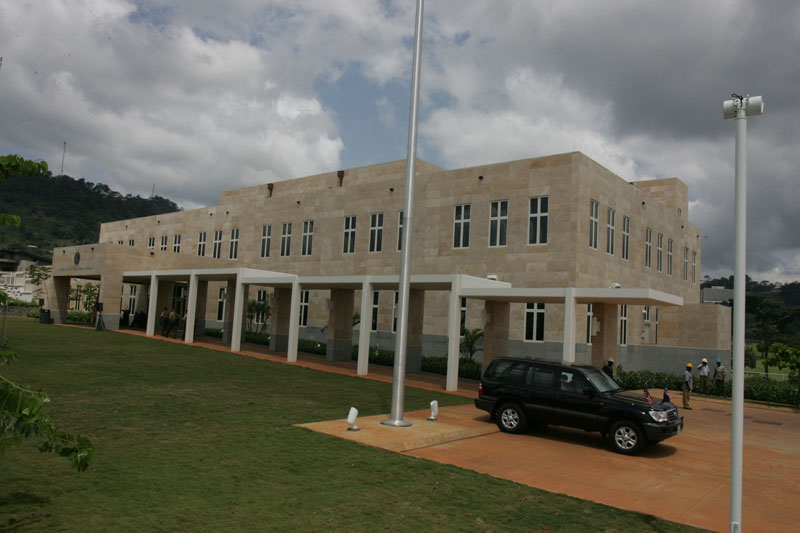
美国驻喀麦隆大使馆

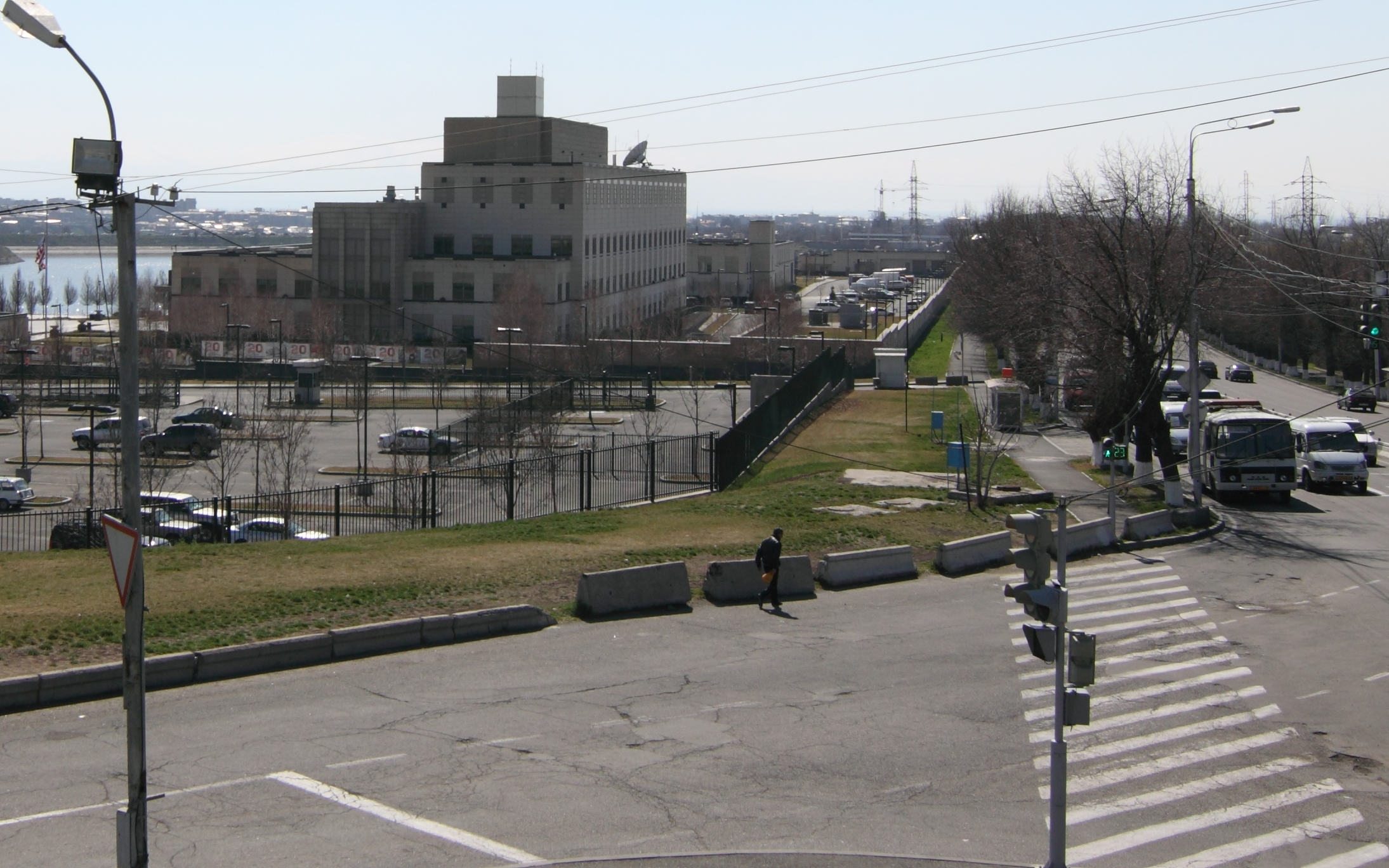
美国驻亚美尼亚大使馆

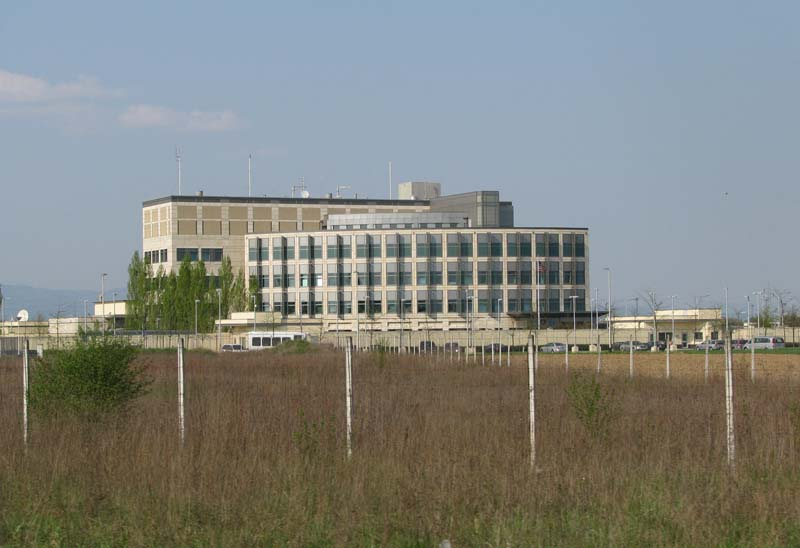
美国驻克罗地亚
大使馆

美國驻外机构列表展示出美國對世界各國、各地派出的外交代表機構，其類型包括了大使館、總領事館、領事館、領事代理處等。
美国最早的驻外机构位于法国巴黎，為駐法公使本杰明·富兰克林于1779年创立的公使館；美国第一个大使馆位于荷兰海牙，于1782年4月19日成立，约翰·亚当斯为美国驻荷兰首任大使。至21世紀，美國最大的大使館為駐伊拉克大使館，最大的總領事館則為駐德國法蘭克福總領事館。

## 欧洲
- 阿尔巴尼亚
  - 地拉那（大使馆）
- 亞美尼亞
  - 埃里温（大使馆）
- 奥地利
  - 维也纳（大使馆）
- - 巴库（大使馆）
- 白俄羅斯
  - 明斯克（大使馆）
- 比利时
  - 布鲁塞尔（大使馆（荷兰语：Amerikaanse ambassade (Brussel)））
- 波赫
  - 萨拉热窝（大使馆）
  - 巴尼亚卢卡（大使館分館）
  - 莫斯塔尔（大使館分館）
- 保加利亚
  - 索菲亚（大使馆）
- - 萨格勒布（大使馆）
- 賽普勒斯[註 1]
  - 尼科西亚（大使馆（德语：Botschaft der Vereinigten Staaten in Nikosia））
- 捷克
  - 布拉格（大使馆）
- 丹麦
  - 哥本哈根（大使馆）
  - 努克（总领事馆）
- 爱沙尼亚
  - 塔林（大使馆）
- 芬兰
  - 赫尔辛基（大使馆（芬蘭語：Yhdysvaltain Helsingin-suurlähetystö））
- 法國
  - 巴黎（大使馆）
  - 马赛（总领事馆（法语：Consulat général des États-Unis à Marseille））
  - 斯特拉斯堡（总领事馆（法语：Consulat général des États-Unis à Strasbourg））
  - 波尔多（駐點（英语：American Presence Post）；Presence Post）
  - 里昂（駐點；Presence Post）
  - 雷恩（駐點；Presence Post）
  - 图卢兹（駐點；Presence Post）
- - 第比利斯（大使馆（英语：Embassy of the United States, Tbilisi））
- 德国
  - 柏林（大使馆）
  - 不来梅（領事代理處（英语：Consular Agency of the United States, Bremen）；Consular Agency）
  - 杜塞尔多夫（总领事馆（德语：Amerikanisches Generalkonsulat in Düsseldorf））
  - 法兰克福（总领事馆）
  - 汉堡（总领事馆（英语：Consulate General of the United States, Hamburg））
  - 莱比锡（总领事馆）
  - 慕尼黑（总领事馆（英语：Consulate General of the United States, Munich））
- 希腊
  - 雅典（大使馆（英语：Embassy of the United States, Athens））
  - 塞萨洛尼基（总领事馆）
- 梵蒂冈
  - 罗马（大使馆）[註 2]
- 匈牙利
  - 布达佩斯（大使馆（德语：Botschaft der Vereinigten Staaten in Budapest））
- 冰島
  - 雷克雅未克（大使馆）
- 爱尔兰
  - 都柏林（大使馆）
- 義大利
  - 罗马（大使馆）
  - 佛罗伦萨（总领事馆）
  - 米兰（总领事馆）
  - 那不勒斯（总领事馆）
  - 热那亚（領事代理處；Consular Agency）
  - 巴勒莫（領事代理處；Consular Agency）
  - 威尼斯（領事代理處；Consular Agency）
- 科索沃
  - 普里什蒂纳（大使馆）
- 拉脫維亞
  - 里加（大使馆）
- 立陶宛
  - 维尔纽斯（大使馆）
- 盧森堡
  - 卢森堡（大使馆）
- 北馬其頓
  - 斯科普里（大使馆）
- 馬爾他
  - 瓦莱塔（大使馆）
- 摩尔多瓦
  - 基希讷乌（大使馆）
- 蒙特內哥羅
  - 波德戈里察（大使馆）
- 荷蘭
  - 海牙（大使馆）
  - 阿姆斯特丹（总领事馆）
  - 库拉索威廉斯塔德（总领事馆）
- 挪威
  - 奥斯陆（大使馆（英语：Embassy of the United States, Oslo））
- 波蘭
  - 华沙（大使馆）
  - 克拉科夫（总领事馆）
- 葡萄牙
  - 里斯本（大使馆）
  - 蓬塔德尔加达（领事馆）
- 羅馬尼亞
  - 布加勒斯特（大使馆）
- 俄羅斯
  - 莫斯科（大使馆）
  - 海参崴（总领事馆）
  - 叶卡捷琳堡（总领事馆）
- 塞爾維亞
  - 贝尔格莱德（大使馆）
- 斯洛伐克
  - 布拉迪斯拉发（大使馆）
- 斯洛維尼亞
  - 卢布尔雅那（大使馆）
- 西班牙
  - 马德里（大使馆）
  - 巴塞罗那（总领事馆）
- 瑞典
  - 斯德哥尔摩（大使馆）
- 瑞士
  - 伯尔尼（大使馆）
  - 日内瓦（領事代理處；Consular Agency）
  - 苏黎世（領事代理處；Consular Agency）
- 土耳其
  - 安卡拉（大使館（土耳其語：Amerika Birleşik Devletleri'nin Ankara Büyükelçiliği））
  - 伊斯坦布尔（总领事馆（英语：Consulate General of the United States, Istanbul））
  - 阿达纳（领事馆）
  - 伊兹密尔（領事代理處；Consular Agency）
- 乌克兰
  - 基辅（大使馆）
- 英国
  - 伦敦（大使馆）
  - 贝尔法斯特（总领事馆）
  - 爱丁堡（总领事馆）
  - 百慕大汉密尔顿（总领事馆）

## 北美洲
- 安地卡及巴布達
  - 圣约翰（領事代理處；Consular Agency）
- - 布里奇顿（大使馆）
- 巴哈马
  - 拿骚（大使馆）
- - 贝尔莫潘（大使馆）
- 加拿大
  - 渥太华（大使馆）
  - 卡尔加里（总领事馆）
  - 哈利法克斯（总领事馆）
  - 蒙特利尔（总领事馆）
  - 魁北克城（总领事馆）
  - 多伦多（总领事馆）
  - 温哥华（总领事馆）
  - 温尼伯（领事馆）
- - 圣何塞（大使馆）
- 古巴
  - 哈瓦那（大使館）
- - 圣多明各（大使馆）
- 薩爾瓦多
  - 圣萨尔瓦多（大使馆）
- 格瑞那達
  - 圣乔治（大使馆）
- - 危地马拉（大使馆）
- 海地
  - 太子港（大使馆）
- - 特古西加尔巴（大使馆）
- 牙买加
  - 金斯敦（大使馆）
  - 蒙特哥贝（領事代理處；Consular Agency）
- 墨西哥
  - 墨西哥城（大使馆）
  - 华雷斯城（总领事馆）
  - 瓜达拉哈拉（总领事馆）
  - 埃莫西約（总领事馆）
  - 马塔莫罗斯（总领事馆）
  - 蒙特雷（总领事馆）
  - 蒂华纳（总领事馆）
  - 梅里达（领事馆）
  - 诺加利斯（领事馆）
  - 新拉雷多（领事馆）
  - 阿卡普尔科（領事代理處；Consular Agency）
  - 卡波圣卢卡斯（領事代理處；Consular Agency）
  - 坎昆（領事代理處；Consular Agency）
  - 马萨特兰（領事代理處；Consular Agency）
  - 瓦哈卡市（領事代理處；Consular Agency）
  - 彼德拉斯内格拉斯（領事代理處；Consular Agency）
  - 巴亚尔塔港（領事代理處；Consular Agency）
  - 圣路易斯波托西（領事代理處；Consular Agency）
  - 圣米格尔德阿连德（領事代理處；Consular Agency）
- 尼加拉瓜
  - 马那瓜（大使馆）
- 巴拿马
  - 巴拿马（大使馆）
- 千里達及托巴哥
  - 西班牙港（大使馆）

## 南美洲
- 阿根廷
  - 布宜诺斯艾利斯（大使馆）
- 玻利维亚
  - 拉巴斯（大使馆）
- 巴西
  - 巴西利亚（大使馆（葡萄牙語：Embaixada dos Estados Unidos em Brasília））
  - 里约热内卢（总领事馆）
  - 圣保罗（总领事馆）
  - 累西腓（领事馆）
  - 贝伦（領事代理處；Consular Agency）
  - 福塔雷萨（領事代理處；Consular Agency）
  - 马瑙斯（領事代理處；Consular Agency）
  - 阿雷格里港（領事代理處；Consular Agency）
  - 萨尔瓦多（領事代理處；Consular Agency）
- 智利
  - 圣地亚哥（大使馆（葡萄牙語：Embaixada dos Estados Unidos em Santiago do Chile））
- 哥伦比亚
  - 波哥大（大使馆）
  - 卡塔赫纳（大使館分館）
- - 基多（大使馆）
  - 瓜亚基尔（总领事馆）
- - 乔治敦（大使馆）
- 巴拉圭
  - 亚松森（大使馆）
- 秘魯
  - 利马（大使馆）
  - 库斯科（領事代理處；Consular Agency）
- 苏里南
  - 帕拉马里博（大使馆）
- 乌拉圭
  - 蒙得维的亚（大使馆）

## 非洲
- 阿尔及利亚
  - 阿尔及尔（大使馆）
- 安哥拉
  - 罗安达（大使馆）
- - 科托努（大使馆）
- - 哈博罗内（大使馆（英语：Embassy of the United States, Gaborone））
- 布吉納法索
  - 瓦加杜古（大使馆）
- - 布琼布拉（大使馆）
- 喀麦隆
  - 雅温得（大使馆）
  - 杜阿拉（大使馆分館）
- - 普拉亚（大使馆）
- 中非
  - 班吉（大使馆）
- - 恩贾梅纳（大使馆）
- 剛果共和國
  - 布拉薩（大使馆）
- 剛果民主共和國
  - 金沙萨（大使馆）
- - 吉布提市（大使馆）
- 埃及
  - 开罗（大使馆）
- 赤道几内亚
  - 马拉博（大使馆（英语：Embassy of the United States, Malabo））
- - 阿斯马拉（大使馆）
- - 姆巴巴內（大使馆）
- 衣索比亞
  - 亚的斯亚贝巴（大使馆）
- 加彭
  - 利伯维尔（大使馆）
- - 班珠尔（大使馆）
- - 阿克拉（大使馆）
- 几内亚
  - 科纳克里（大使馆）
- - 阿比让（大使馆）
- - 内罗毕（大使馆（英语：Embassy of the United States, Nairobi））
- 賴索托
  - 马塞卢（大使馆）
- 利比里亚
  - 蒙罗维亚（大使馆）
- 马达加斯加
  - 塔那那利佛（大使馆）
- 马拉维
  - 利隆圭（大使馆）
- - 巴马科（大使馆）
- 毛里塔尼亚
  - 努瓦克肖特（大使馆）
- 模里西斯
  - 路易港（大使馆）
- 摩洛哥
  - 拉巴特（大使馆）
  - 卡萨布兰卡（总领事馆）
- 莫桑比克
  - 马普托（大使馆）
- 纳米比亚
  - 温得和克（大使馆）
- 尼日尔
  - 尼亚美（大使馆）
- 奈及利亞
  - 阿布贾（大使馆）
  - 拉各斯（总领事馆）
- 卢旺达
  - 基加利（大使馆）
- 塞内加尔
  - 达喀尔（大使馆）
- 塞舌尔
  - 维多利亚（大使馆） [7]
- - 弗里敦（大使馆）
- - 摩加迪沙（大使馆）
- 南非
  - 比勒陀利亚（大使馆）
  - 开普敦（总领事馆）
  - 德班（总领事馆）
  - 约翰内斯堡（总领事馆）
- 南蘇丹
  - 朱巴（大使馆）
- 苏丹
  - 喀土穆（大使馆）（停止運作）
- 坦桑尼亚
  - 达累斯萨拉姆（大使馆）
- 多哥
  - 洛美（大使馆）
- 突尼西亞
  - 突尼斯（大使馆）
- 乌干达
  - 坎帕拉（大使馆）
- 尚比亞
  - 卢萨卡（大使馆）
- 辛巴威
  - 哈拉雷（大使馆）

## 亚洲
- 巴林
  - 麦纳麦（大使馆（英语：Embassy of the United States, Manama））
- - 达卡（大使馆）
- - 斯里巴加湾市（大使馆）
- 緬甸
  - 仰光（大使馆）
- 柬埔寨
  - 金边（大使馆）
- 中华人民共和国
  - 北京（大使馆）
  - 沈阳（总领事馆）
  - 上海（总领事馆）
  - 武汉（总领事馆）
  - 广州（总领事馆）
- 香港特別行政區
  - 香港（總領事館，直屬於美國國務院，兼領 澳門事務）
- 印度
  - 新德里（大使館）
  - 金奈（总领事馆）
  - 海德拉巴（总领事馆）
  - 加尔各答（总领事馆）
  - 孟买（总领事馆）
- 印度尼西亞
  - 雅加达（大使馆）
  - 登巴萨（领事處）
  - 泗水（总领事馆）
- 伊朗
  - 德黑兰（美國與伊朗無邦交，在瑞士駐伊朗大使馆內設有利益代表處）
- 伊拉克
  - 巴格达（大使馆）
  - 埃尔比勒（总领事馆）
  - 基尔库克（辦事處）
  - 摩苏尔（辦事處）
- 以色列
  - 耶路撒冷（大使館）
  - 特拉维夫（大使館分館）
  - 海法（領事代理處）
- 日本
  - 東京（大使馆）
  - 沖繩（总领事馆）
  - 大阪（总领事馆（日语：駐大阪・神戸米国総領事館））
  - 札幌（总领事馆（日语：在札幌米国総領事館））
  - 福冈（领事馆（日语：在福岡米国領事館））
  - 名古屋（领事馆（日语：在名古屋米国領事館））
- 约旦
  - 阿曼（大使馆）
- - 阿斯塔納（大使馆）
  - 阿拉木图（大使館分館）
- 科威特
  - 科威特城（大使馆）
- - 比什凯克（大使馆）
- - 万象（大使馆）
- 黎巴嫩
  - 贝鲁特（大使馆）
- 马来西亚
  - 吉隆坡（大使馆）
- 馬爾地夫
  - 马累（大使馆）
- 蒙古
  - 乌兰巴托（大使馆）
- 尼泊尔
  - 加德满都（大使馆）
- 阿曼
  - 马斯喀特（大使馆）
- 巴基斯坦
  - 伊斯兰堡（大使馆）
  - 卡拉奇（总领事馆）
  - 拉合尔（领事馆）
  - 白沙瓦（领事馆）
- 巴勒斯坦
  - 耶路撒冷（总领事馆）
- 菲律賓
  - 马尼拉（大使馆）
  - 宿务市（領事代理處；Consular Agency）
- - 多哈（大使馆）
- 沙烏地阿拉伯
  - 利雅得（大使馆）
  - 达兰（总领事馆）
  - 吉达（总领事馆）
- 新加坡
  - 新加坡（大使馆）
- 韓國
  - 首尔（大使馆）
  - 釜山（领事馆）
- 斯里蘭卡
  - 科伦坡（大使馆）
- 叙利亚
  - 大马士革（大使馆）——2012年2月6日起暂停运营，并关闭正常的领事服务[8]；2013年3月1日起，捷克驻敘利亞大使馆受委托负责部分美国大使馆业务，但仅限美国公民紧急服务。
- 中華民國[註 3]
  - 台北（在台協會辦事處；實質大使館）
  - 高雄（在台協會分處）
- - 杜尚别（大使馆）
- 泰國
  - 曼谷（大使馆）
  - 清迈（总领事馆）
- 东帝汶
  - 帝力（大使馆）
- - 阿什哈巴德（大使馆）
- 阿联酋
  - 阿布扎比（大使馆）
  - 迪拜（总领事馆）
- - 塔什干（大使馆）
- 越南
  - 河内（大使馆）
  - 胡志明（总领事馆）
- 葉門
  - 萨那（大使馆）

## 大洋洲
- - 堪培拉（大使馆）
  - 墨尔本（总领事馆）
  - 珀斯（总领事馆）
  - 悉尼（总领事馆）
- 斐济
  - 苏瓦（大使馆）
- 马绍尔群岛
  - 马久罗（大使馆）
- 密克羅尼西亞聯邦
  - 科洛尼亚（大使馆）
- 新西兰
  - 惠灵顿（大使馆）
  - 奥克兰（总领事馆）
- 帛琉
  - 科罗尔（大使馆）
- - 莫尔兹比港（大使馆）
- 萨摩亚
  - 阿皮亚（大使馆）
- 所罗门群岛
  - 霍尼亚拉（大使馆）[9]
- - 努库阿洛法（大使馆）[10]
- - 维拉港（大使馆）[11]

## 国际组织
- 衣索比亞亚的斯亚贝巴（驻非洲联盟代表团）
- 比利时布鲁塞尔（驻 欧盟代表团）
- 瑞士日内瓦（驻 联合国日内瓦办事处及其他国际组织代表团）
- 印度尼西亞雅加达（驻  东南亚国家联盟代表团）
- 加拿大蒙特利尔（驻国际民用航空组织代表团）
- 美国纽约（驻联合国代表团）
- 法國巴黎（驻经济合作发展组织和  联合国教科文组织代表团）
- 義大利罗马（驻  联合国粮食及农业组织代表团）
- 奥地利维也纳（驻  联合国维也纳办事处和欧洲安全与合作组织代表团）
- 美国华盛顿（驻美洲国家组织代表团）